# 美濃国分寺
美濃国分寺（みのこくぶんじ）は、岐阜県大垣市青野町にある寺院。高野山真言宗の準別格本山、西美濃三十三霊場満願札所。山号は金銀山。本尊は薬師如来。
奈良時代に聖武天皇の詔により日本各地に建立された国分寺のうち、美濃国国分僧寺の後継寺院にあたる。本項では現寺院とともに、古代寺院跡である美濃国分寺跡（国の史跡）と、美濃国分尼寺跡（史跡指定なし）についても解説する。

## 概要

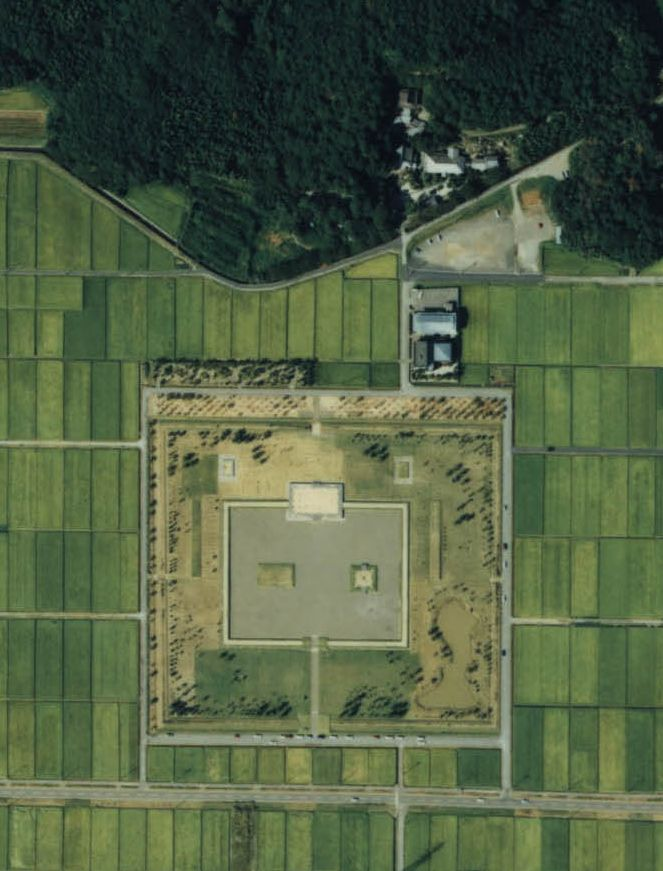
美濃国分寺の空中写真
（1987年度）中央に古代国分寺跡、上方の山麓に現国分寺境内が位置し、現国分寺の右側の樹叢に瓦窯跡が位置する。

岐阜県西部、大垣市街地から西方の国分寺山の南東麓に位置する。聖武天皇の詔で創建された国分寺の法燈を継ぐ寺院で、古代国分寺は現国分寺南側の平坦地（青野原）に位置し、仁和3年（887年）に焼失、その後の再建を経て12世紀末頃には衰退したとされる。そして、元和元年（1615年）に土中から掘り出された薬師如来像を本尊として現国分寺が再興されたという。付近では美濃国分尼寺跡のほか美濃国府跡・昼飯大塚古墳（美濃最大の古墳）が、南方には南宮大社（美濃国一宮）、西方には不破関も立地し、古くから政治的・文化的中心地かつ要所であったことが知られる。
古代国分寺跡については、塔礎石の露出や遺物出土により古くから国分寺跡であることが知られており、1916年（大正5年）に国の史跡に指定された。1968年度（昭和43年度）以降に発掘調査が実施されて伽藍の大部分が判明し、現在では史跡整備の上で美濃国分寺跡歴史公園として公開されている。また現国分寺では、本尊として平安時代の作とされる一木造の巨像の薬師如来像（国の重要文化財）を現在に伝世する。

## 歴史

### 創建

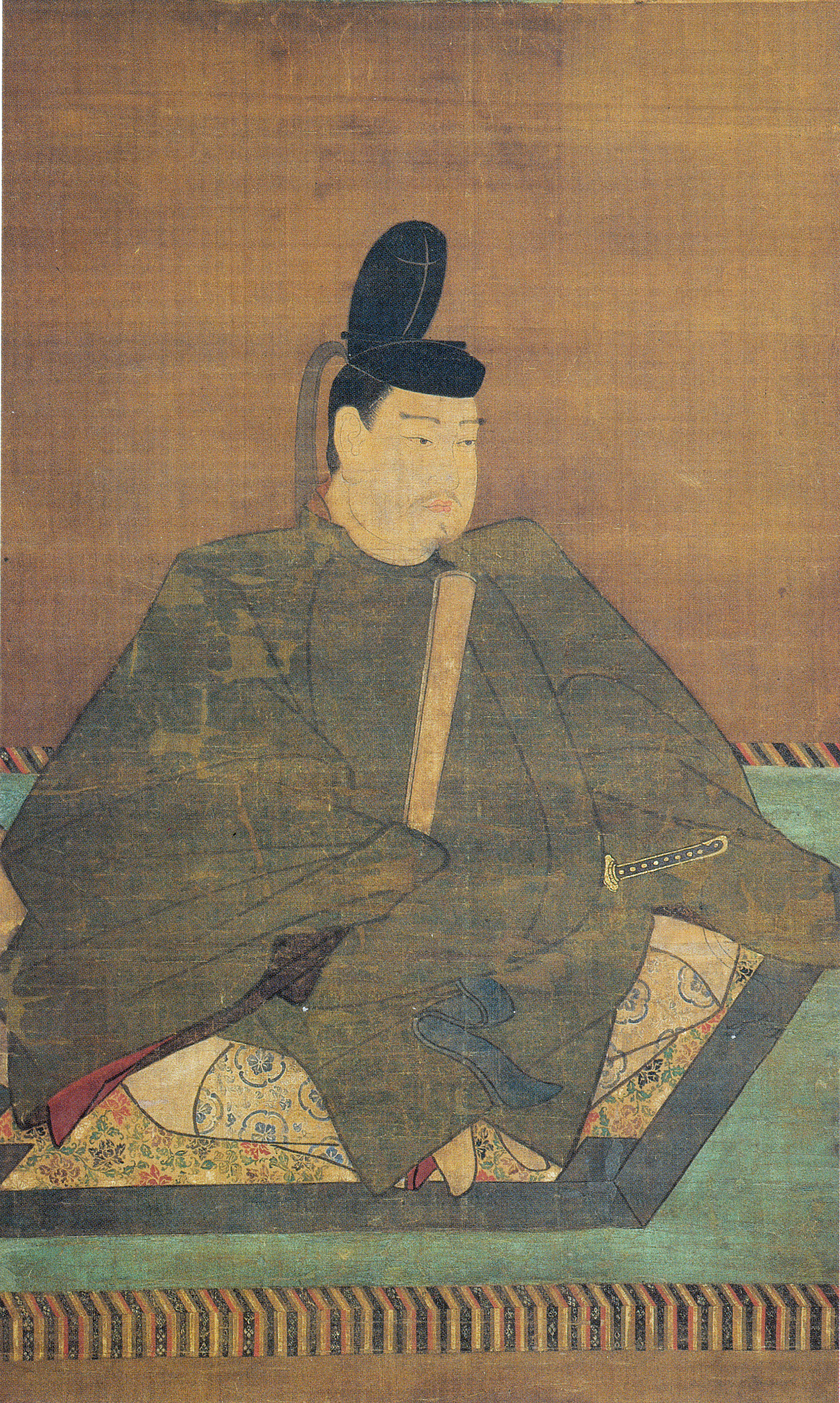
聖武天皇像

創建は不詳。天平13年（741年）の国分寺建立の詔の頃に創建されたと見られる。
発掘調査では、主要堂塔は750年代には完成していたと推定される。また美濃国分寺以前となる白鳳期の寺院跡の重複が認められており、その前身寺院（在地豪族の氏寺か）を踏襲して国分寺が建立されたことが判明している。同様の白鳳寺院として、不破郡域では国分寺南方で宮処寺跡・宮代廃寺も認められている。
なお、後継寺院である金銀山国分寺の寺伝では、天平9年（737年）に聖武天皇の勅を拝した行基が当地に至り、自ら薬師如来像を彫って本尊とするとともに七堂伽藍を建てて寺を開いたという。伝承内容は詳らかでなく、後述のように薬師如来像については後世の平安時代頃の作になるとされる。

### 古代
天平神護2年（766年）には、伊勢国・美濃国などに命じた内容のうちに、官舎修理数を奏聞させる場合には「国分二寺」もこれに準じるようにと見える。
神護景雲4年（770年）には、美濃国方県郡の少領の国造雄万が私稲2万束を国分寺に献じたことで昇叙された。また宝亀6年（775年）には、伊勢国・尾張国・美濃国で異常風雨があり、国分寺・諸寺塔19が倒壊するなどの被害が出たと見える。
仁和3年（887年）には火災によって全焼し、その機能は席田郡定額尼寺に移された。その後の再建について文献上に記述は認められていないが、発掘調査では10世紀前半-中頃には当地での再建が認められる。
延長5年（927年）成立の『延喜式』主税上の規定では、美濃国の国分寺料として稲4万束があてられている。
寛弘元年（1004年）の官宣旨では、美濃国国分寺の堂塔雑舎の破損状況を調べるために坂本忠国らの派遣が命じられており、当時には堂塔の存在が認められる（再建国分寺への派遣か）。また長元2年（1029年）には、損色使が遣わされた。
なお、現在の金銀山国分寺の本尊で11世紀頃の作と見られる薬師如来像について元は再建国分寺の本尊とする説があるほか、寺跡域からは11世紀代の灰釉陶器も多数検出されており、当時の寺勢が示唆される。しかし、その後12世紀末頃までには衰退し、国分寺としての機能を失ったと推測される。

### 中世
中世期には、安貞2年（1228年）の文書で後宇多院領になった旨が、正和3年（1314年）の文書で尊治親王（後醍醐天皇）から四辻入道親王へ返還された旨が見える。また元亨2年（1322年）の文書には、山城醍醐寺蓮蔵院の坊領として見える。
貞治4年（1365年）の文書では、美濃守護の土岐頼康に対して伊勢・美濃・尾張などの国分寺に対する春日社造替料の賦課が命じられている。

### 近世
江戸時代に入り、元和元年（1615年）に阿闍梨の真教が土中から薬師如来像を掘り出し、これを本尊として国分寺を再建したという（現在の金銀山国分寺）。

### 近代以降
近代以降については次の通り。
- 1916年（大正5年）、耕地整理に際して金堂基壇の発見[8]。
- 1921年（大正10年）3月3日、国分寺跡が国の史跡に指定（金堂・塔周辺部）[2][7]。
- 1968-1979年度（昭和43-54年度）、寺域範囲確認の発掘調査、史跡整備に伴う発掘調査（大垣市教育委員会）[3]。
- 1971年（昭和46年）7月22日、史跡範囲の追加指定（伽藍域大部分および瓦窯跡）[2][7]。
- 1974年（昭和49年）5月22日、史跡範囲の追加指定[2]。
- 1974-1980年度（昭和49-55年度）、史跡環境整備（大垣市教育委員会）[3][8]。
- 1982年（昭和57年）10月5日、北側隣接地に大垣市歴史民俗資料館の開館[8]。
- 1996年度（平成8年度）以降、伽藍南側隣接地の発掘調査（大垣市教育委員会）[3]。
- 2007年（平成19年）8月31日、美濃国分寺跡歴史公園の全面開園[7]。
- 2019年（令和元年）10月16日、史跡範囲の追加指定[9]。

## 境内

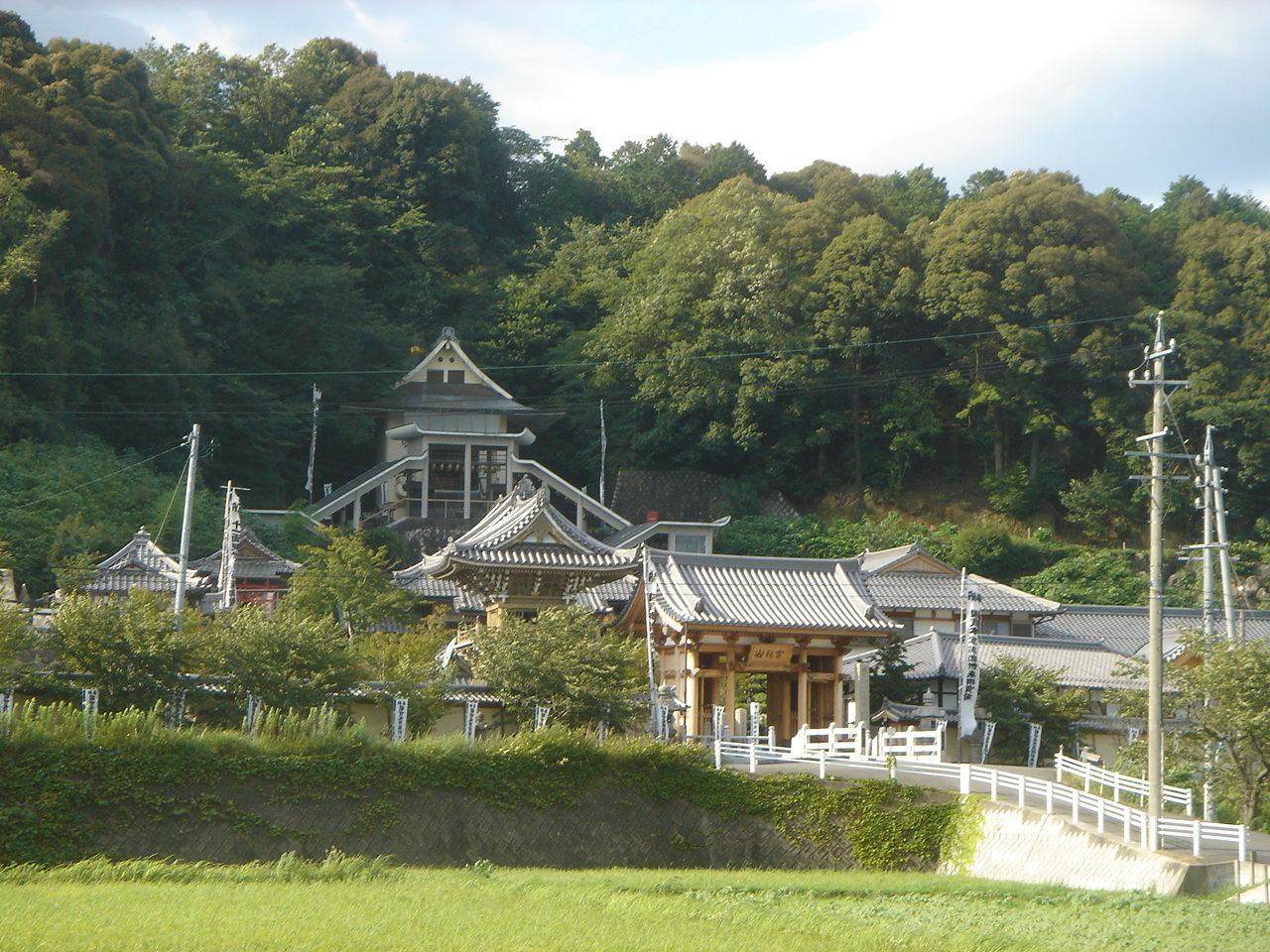
境内遠景
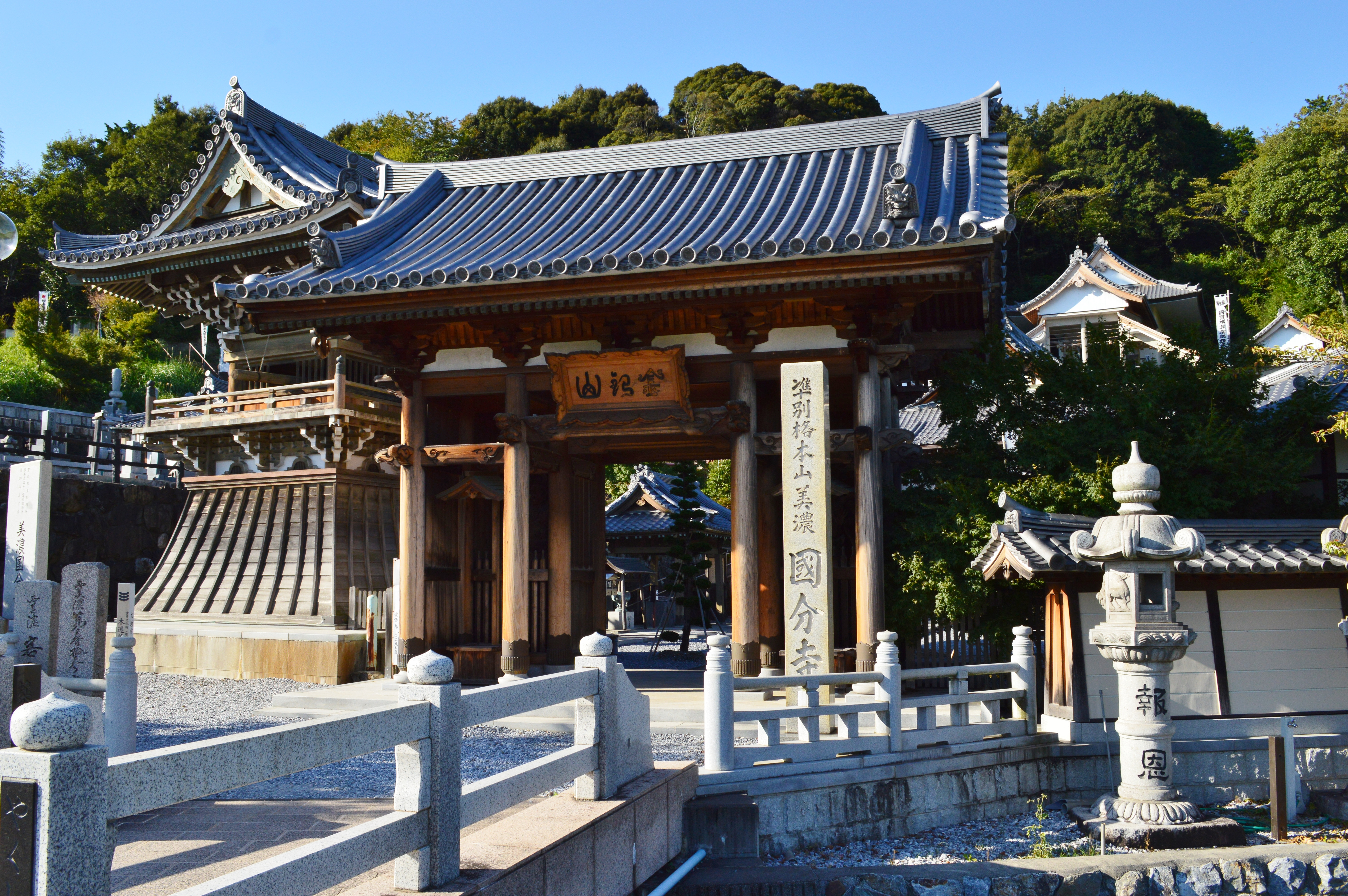
山門

## 美濃国分寺跡

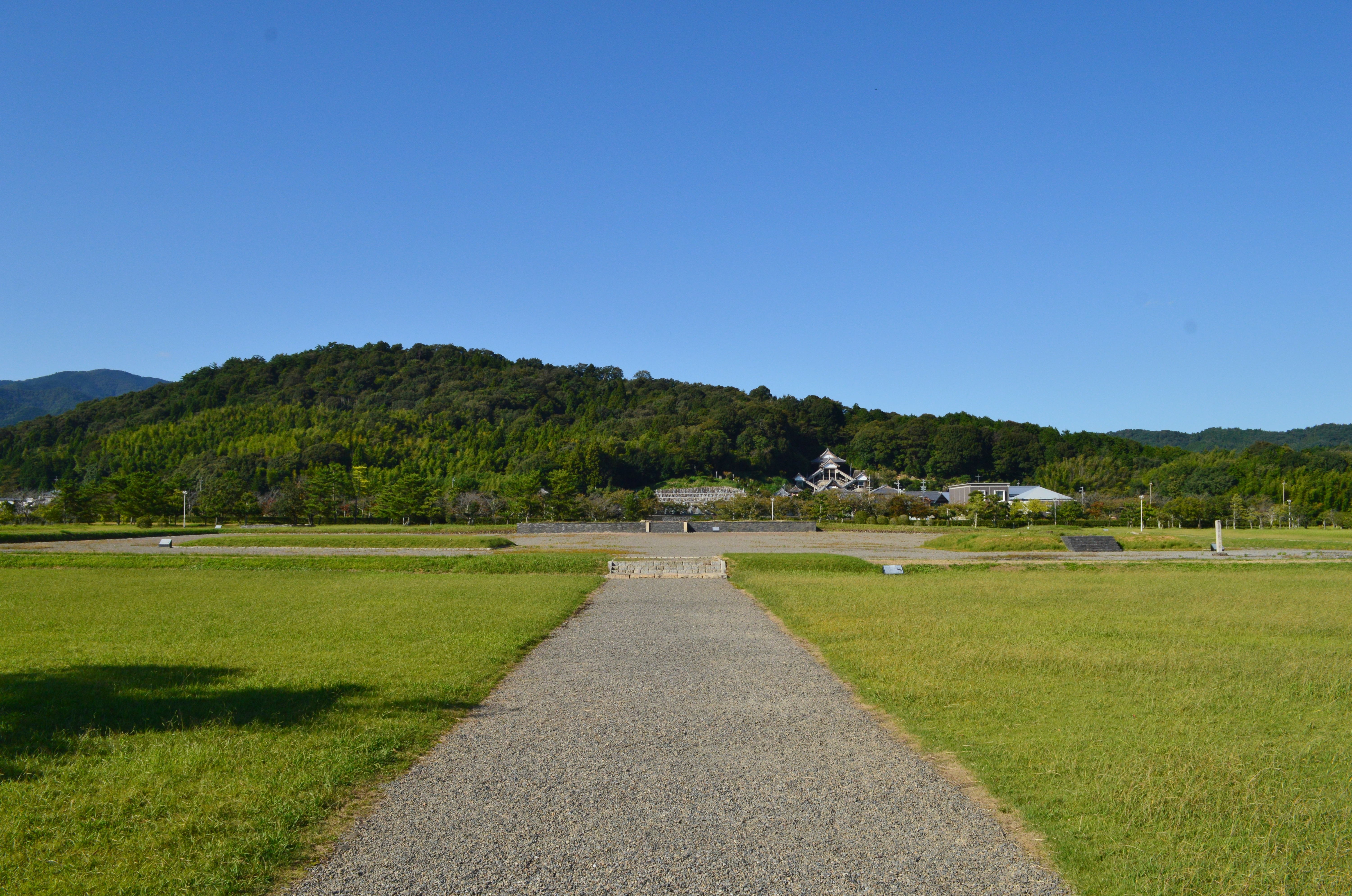
美濃国分寺跡 主要伽藍南門跡の位置から、中門跡（手前）・回廊内建物跡（奥左）・塔跡（奥右）・金堂跡（最奥）を望む。

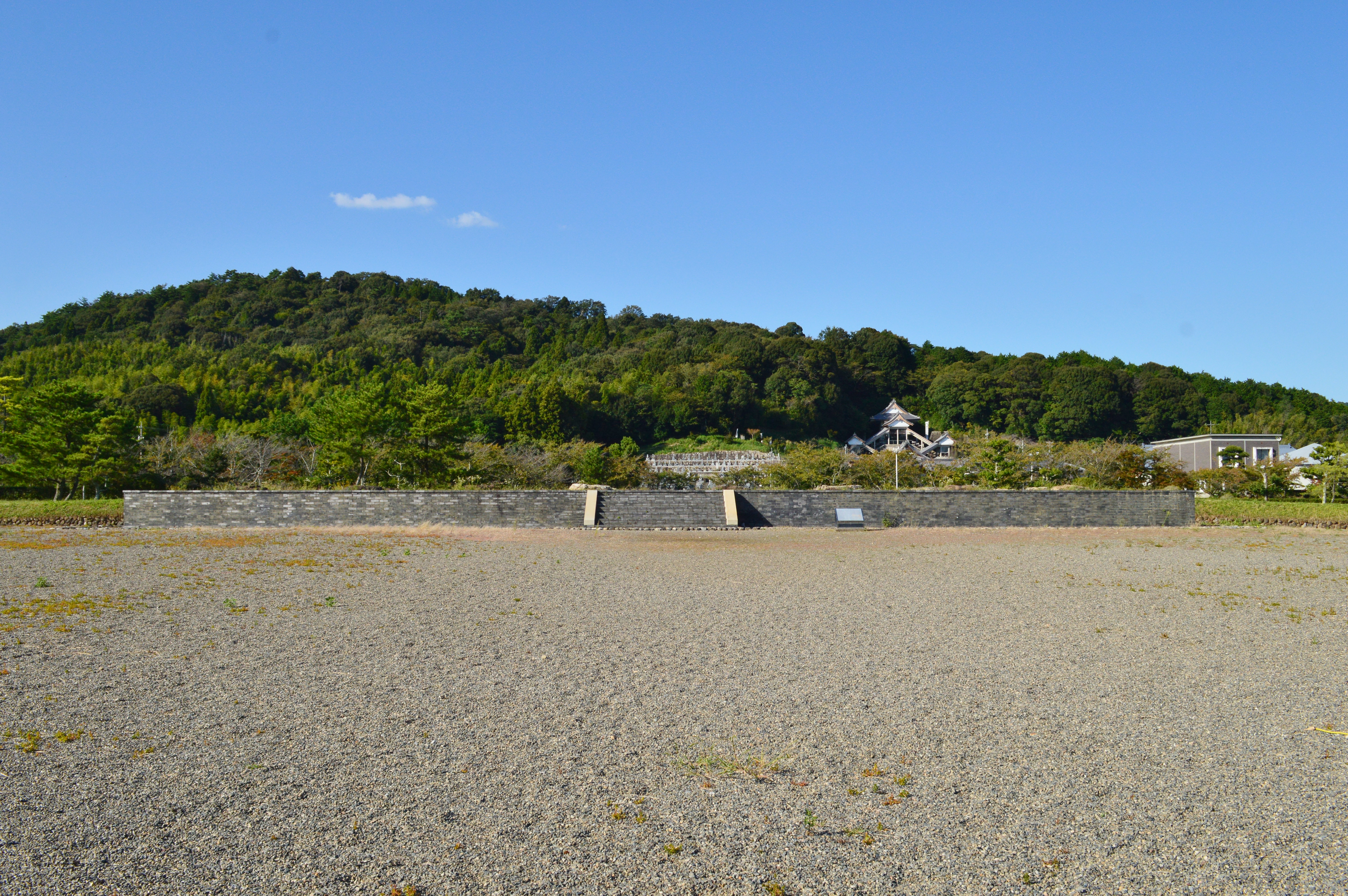
金堂跡

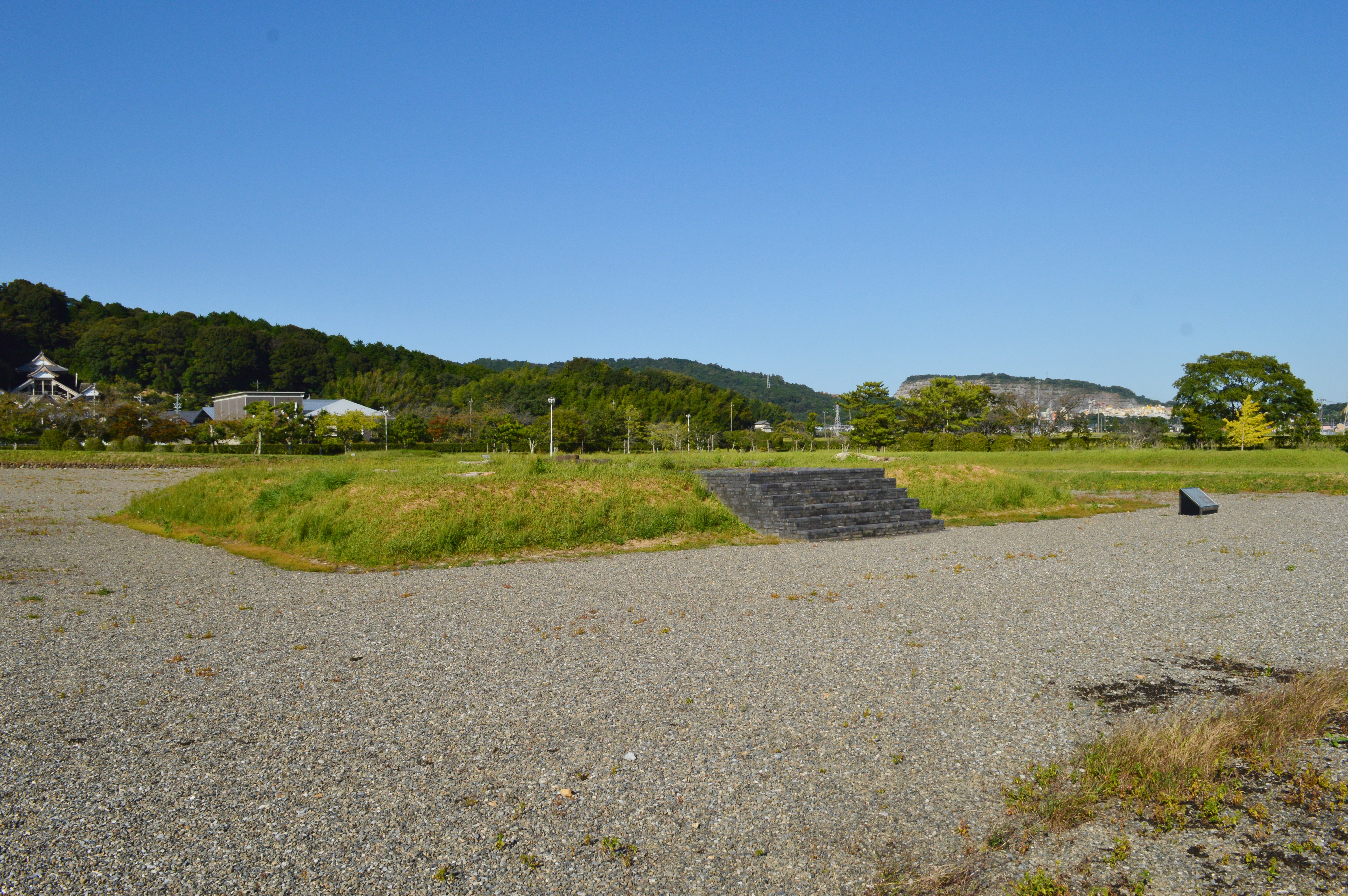
塔跡

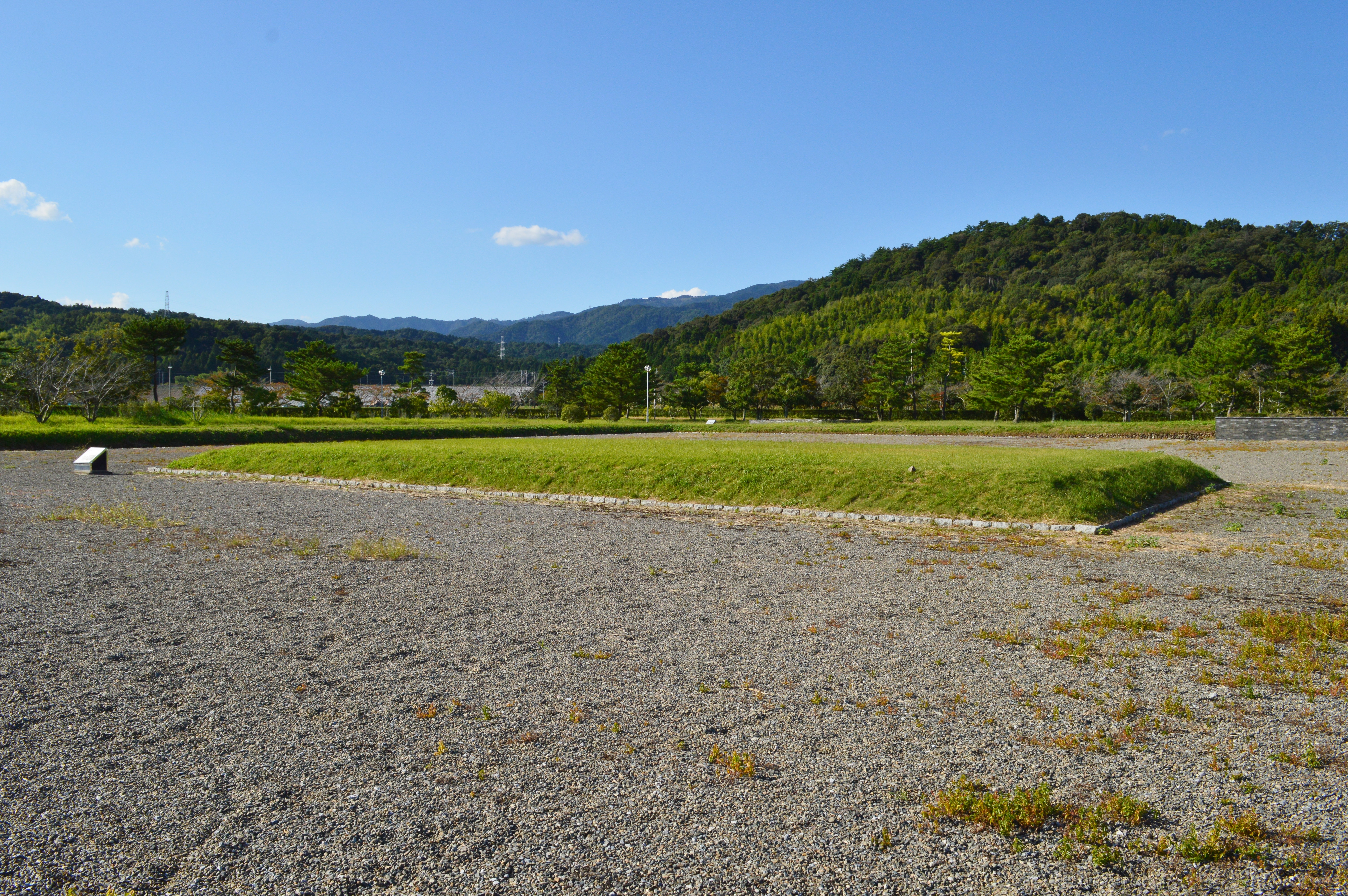
回廊内建物跡

僧寺跡は現国分寺の南方に位置する（北緯35度23分5.61秒 東経136度33分4.09秒 / 北緯35.3848917度 東経136.5511361度）。寺域は東西230メートル・南北250メートルで、築地塀をもって区画されていた。主要伽藍として、南門・中門・金堂・講堂・僧房（推定）が南から一直線に配されていた。そして中門左右からは回廊が出て金堂の左右に取り付き、その回廊で囲まれた内側の東寄りに塔が配される大官大寺式伽藍配置になる（かつては回廊内側の西に金堂、東に塔を置く法起寺式伽藍配置とされていた）。遺構の詳細は次の通り。
金堂
本尊を祀る建物。基壇は塼積基壇で、東西36.5メートル・南北22.85メートルを測り、南北両面の中央に階段を付す。また基壇周囲には犬走り（幅1.1メートル）が、その外側に雨落溝が認められる。基壇上建物は棟を東西方向とする桁行7間×梁間4間の建物で、東西（桁行）29.4メートル（98尺）・南北（梁行）16.2メートル（54尺）を測り、四囲に庇を付す。現在は同位置で基壇が復元されている。
塔
経典（金光明最勝王経）を納めた塔（国分寺以外の場合は釈迦の遺骨（舎利）を納めた）。回廊内側、中門・金堂の間の東寄りに位置する。基壇は塼積基壇で、東西19.0メートル・南北19.2メートルを測る。基壇の積土には版築技法が認められるほか、基壇周囲には雨葛石（雨落）が巡らされる。基壇上建物は七重塔と見られ、3間四方で一辺10.8メートル（36尺）を測り、高さは58メートルと推定される。基壇中央において心礎（東西1.9メートル・南北2.1メートル）が認められるほか、四天柱・側柱の礎石も認められている。現在は同位置で基壇が盛土により標示されるとともに階段が復元され、現物の礎石が露出展示されている。
回廊内建物
用途不明の建物。回廊内側、中門・金堂の間の西寄りに位置する。基壇・礎石は検出されていないが、雨落溝の検出により、基壇は東西25.4メートル・南北16.4メートルとされる。溝内からは平安時代の瓦が出土しているため、仁和期の火災後の再建建物と推測する説がある。現在は同位置で基壇が盛土により標示されている。
講堂
経典の講義・教説などを行う建物。金堂の北方に位置する。基壇は石積基壇で、東西27メートル・南北18メートルを測る。基壇上建物は礎石建物で、棟を東西方向とする桁行5間×梁間4間の建物であり、東西（桁行）21メートル（70尺）・南北（梁行）12.18メートル（40.6尺）を測り、四囲に庇を付す。屋根は檜皮葺と推測されるほか、北側には僧房へと続く軒廊を有する。現在は同位置で遺構標示がなされている。
僧房
僧（定員20人）の宿舎。回廊西側で遺構が検出されているほか（西面僧房）、講堂北側・回廊東側でもそれぞれ存在が推定される（北面僧房・東面僧房）。
西面僧房は掘立柱建物で、棟を南北方向とする桁行10間以上×梁間3間の建物である。前身寺院の転用であるほか、2度の建替が認められる。現在は同位置で基壇が盛土により標示されている。北面僧房は講堂と軒廊で接続するとされるが、詳細は明らかでない。
経蔵
経典を収蔵した建物。回廊外側、金堂・講堂の間の東寄りに位置すると推定され（鐘楼とは伽藍中軸線に対して左右対称と推定）、鐘楼と同等程度の規模と見られるが、未検出のため詳細は明らかでない。現在は推定位置で基壇が盛土により標示されている。
鐘楼
梵鐘を吊した建物。回廊外側、金堂・講堂の間の西寄りに位置する（経蔵とは伽藍中軸線に対して左右対称と推定）。基壇は塼積基壇で、東西8.91メートル・南北12.9メートルを測り、基壇周囲には雨落溝が巡らされるほか、その外側には石敷が認められる。基壇上建物は掘立柱建物で、棟を南北方向とする3間×2間で、南北12.2メートル・東西8.6メートルを測る。現在は同位置で基壇が復元されている。
中門
金堂の南方に位置し、左右には回廊が取り付く。基壇は東西18メートル・南北8.2メートルを測る。基壇上建物は礎石が削平を受けているため詳らかでないが、前身寺院の建物の掘立柱の柱根数本が検出されている。現在は同位置で基壇が盛土により標示されている。
回廊
中門・金堂を結ぶ屋根付きの廊下で、中門左右から出て金堂左右に取り付く。幅は6メートルで、回廊全体としては東西120メートル・南北93メートルを測る。基壇に版築は認められていないほか、基壇周囲の雨落溝には塼が使用される。溝内で検出された大量の檜皮より、回廊の屋根は檜皮葺と推定される。
南門
中門の南方に位置する、国分寺の正面門。基壇は削平されていたが、側溝から東西19.8メートル・南北12メートルと推定される。基壇上建物も削平のため詳らかでないが、前身寺院の建物の掘立柱の柱根数本が検出されている。現在は同位置で基壇が盛土により標示されている。
築地塀
寺域を区画する塀。幅6.2メートル（下部）・高さ3メートル（推定）を測る。南・北・西側では塀外に幅約3メートルの大溝が巡らされる。現在は同位置で盛土・植栽により標示されている。
以上のほか、国分寺跡正面では参道・幢竿支柱・掘立柱建物・井戸が認められている。また寺域からは多量の瓦・土器のほか、金属製品（瓔珞・釣金具等）・木製品（人形代・斎串等）が検出されており、それらの一部は大垣市歴史民俗資料館で展示されている。
なお、国分寺山の山麓では瓦窯跡（未調査）が認められているほか（北緯35度23分12.00秒 東経136度33分12.05秒 / 北緯35.3866667度 東経136.5533472度）、国分寺跡周囲では条里制の地割も認められる。また青野町に鎮座する八幡神社は、国分寺の鎮守であったと推測される。

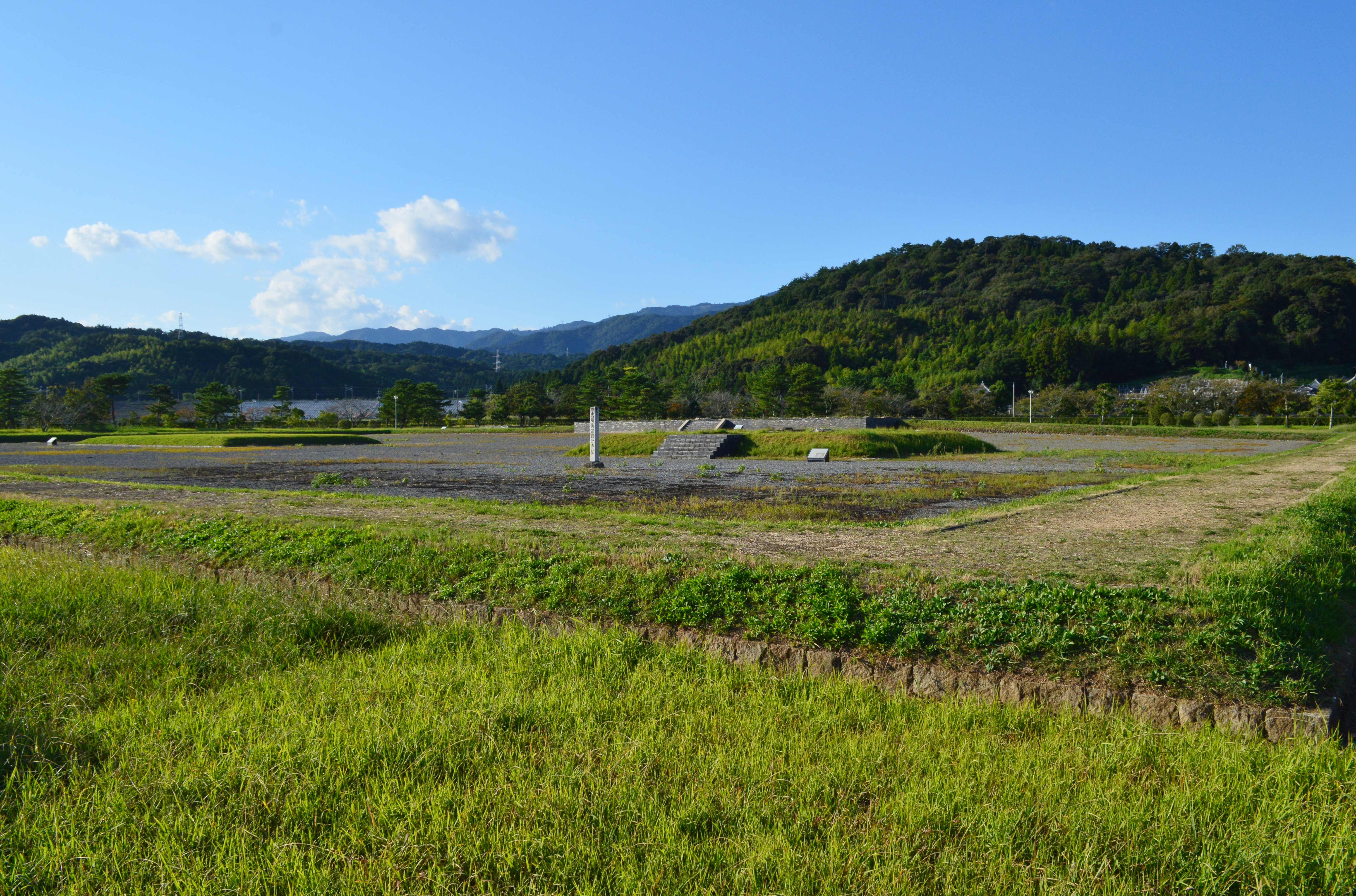
回廊跡と金堂院
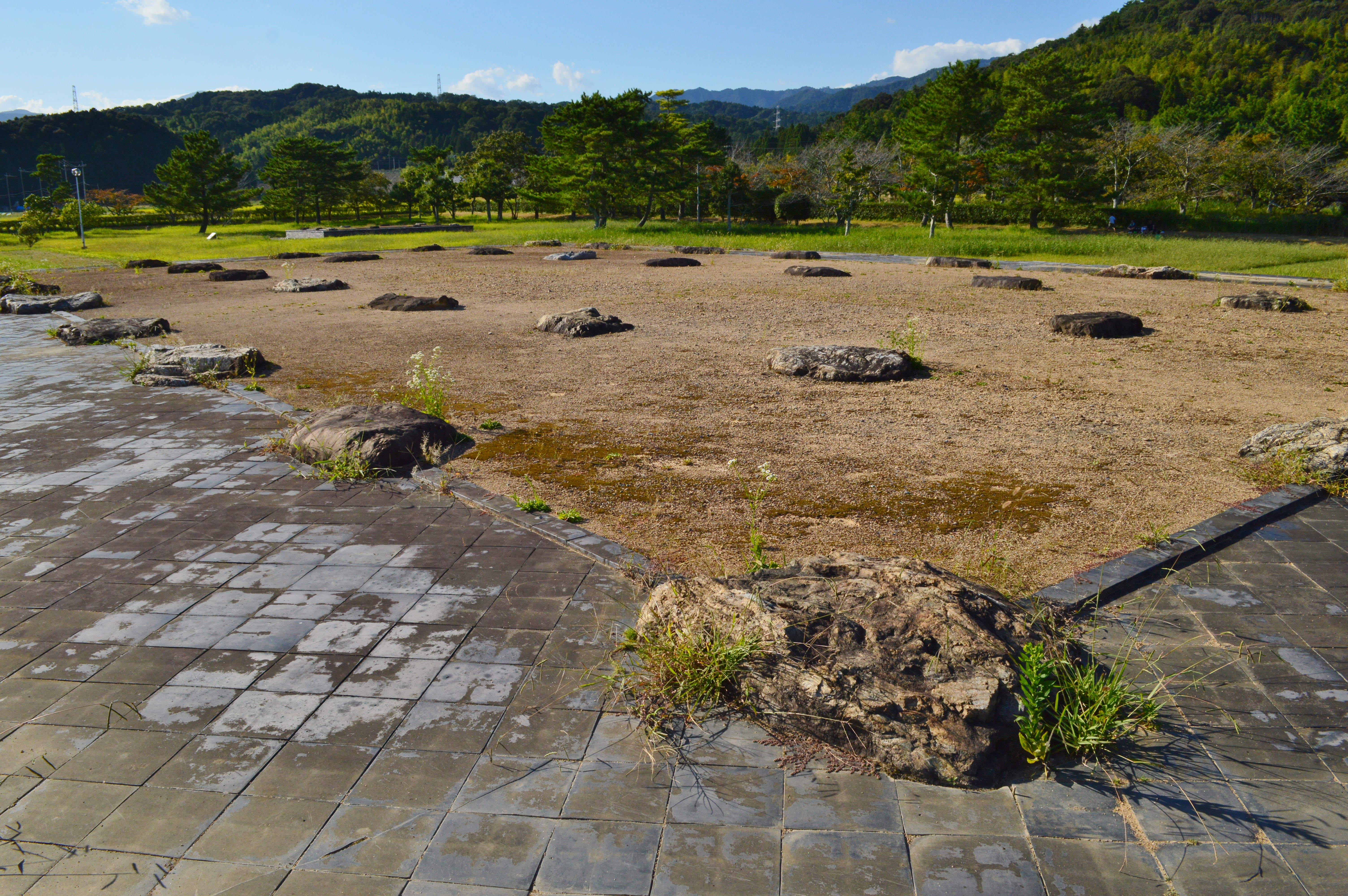
金堂基壇上面
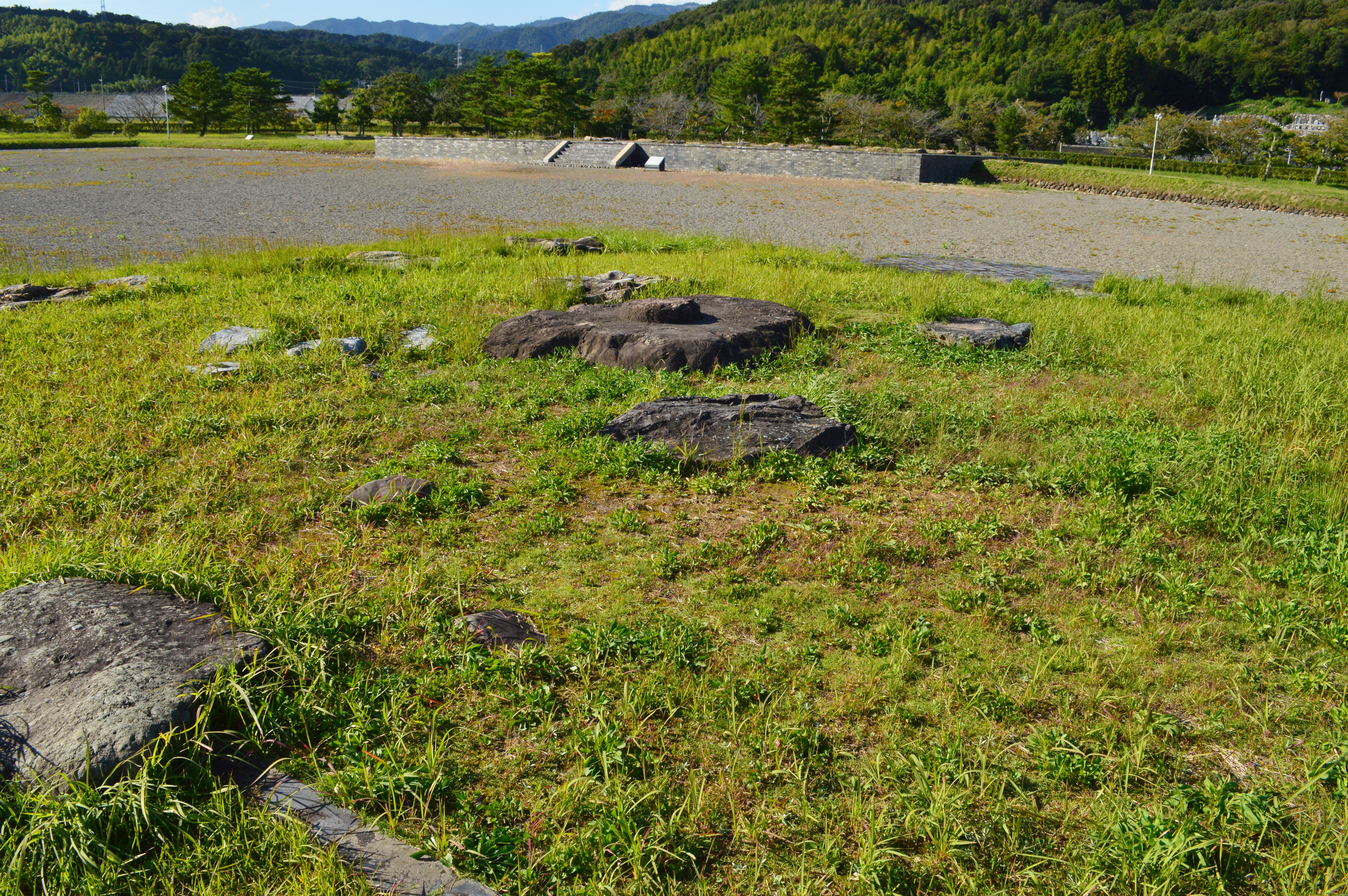
塔基壇上面 中央に心礎。
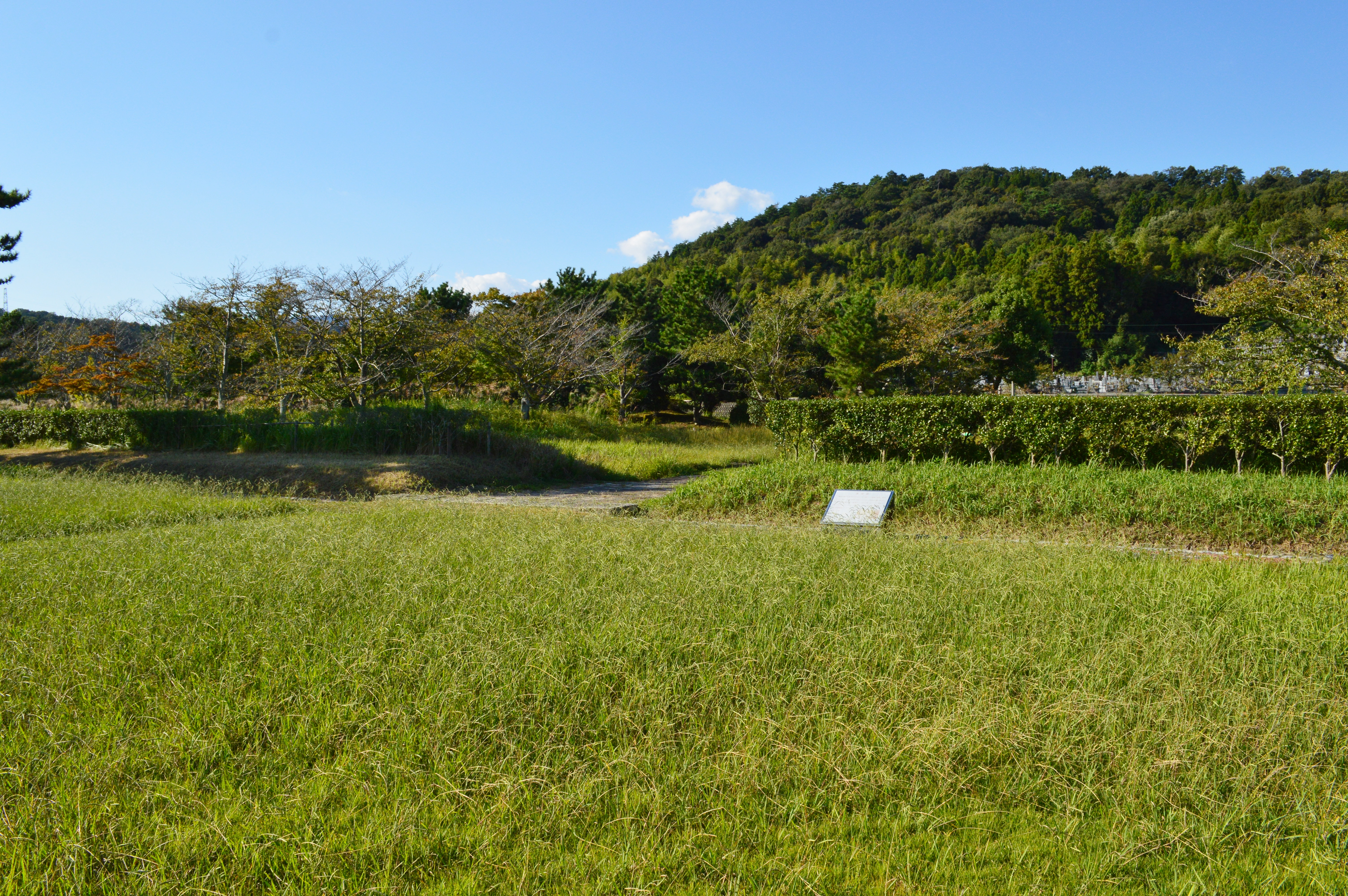
講堂跡
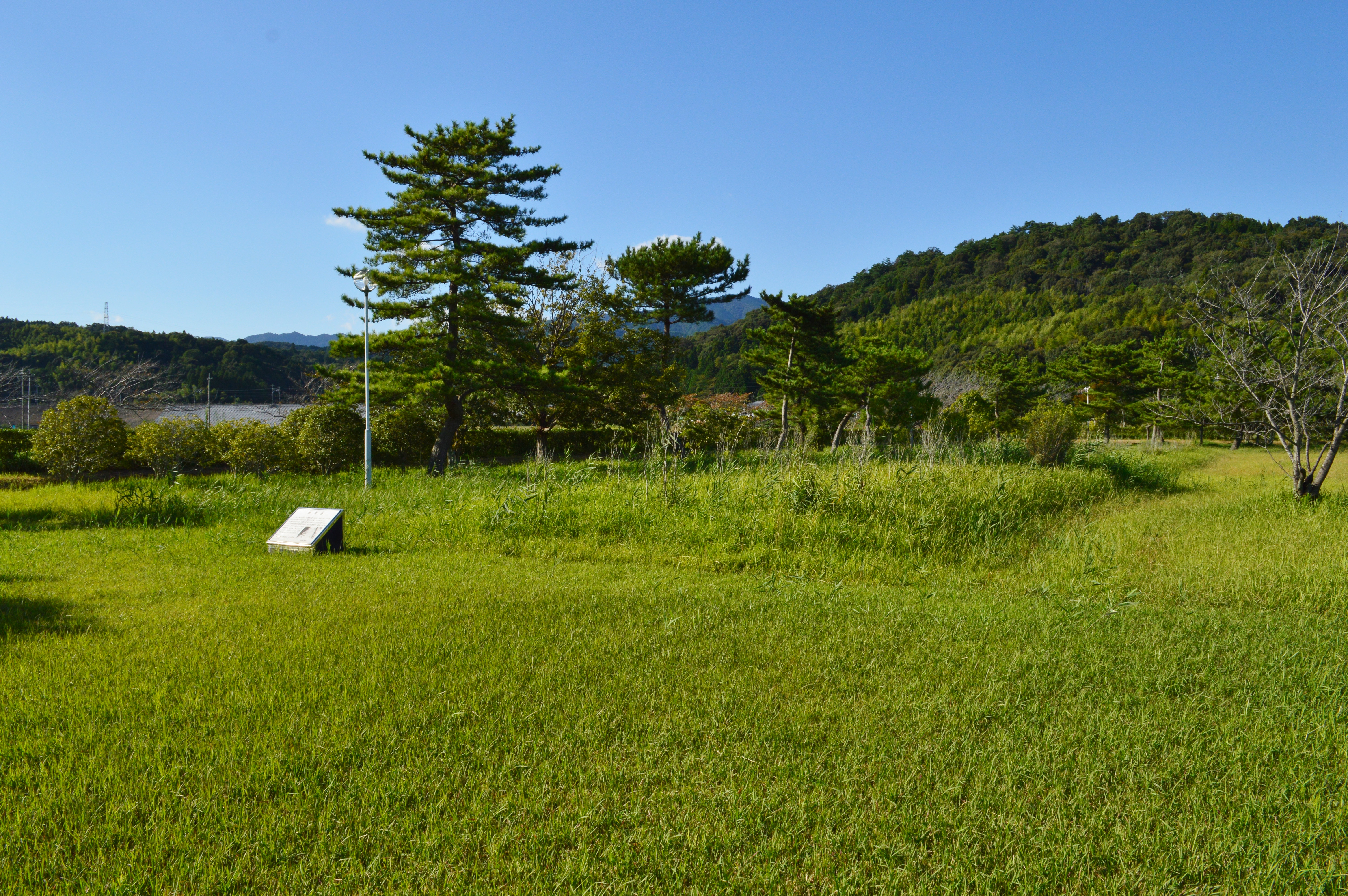
西面僧房跡
経蔵跡（推定）
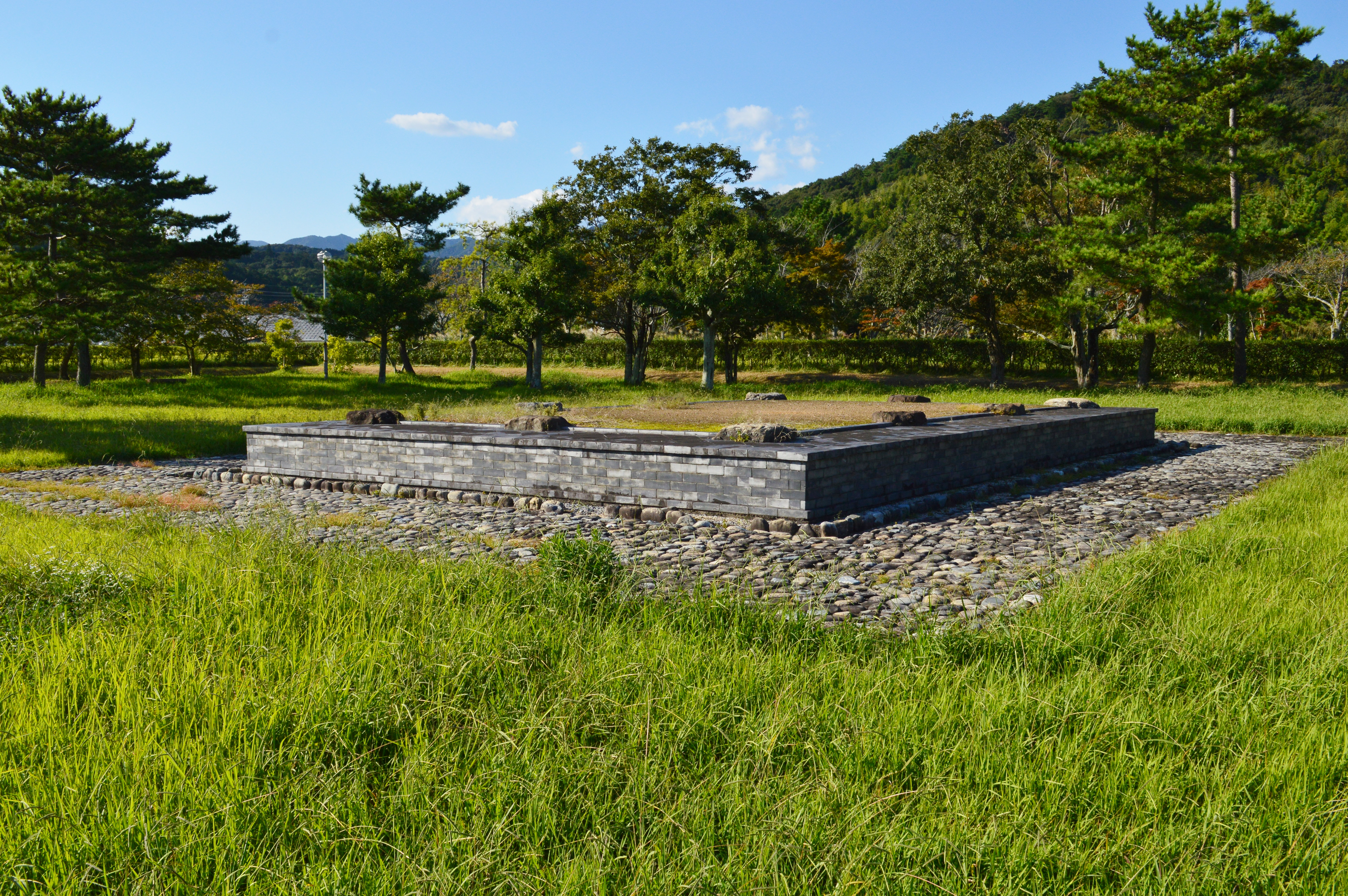
鐘楼跡
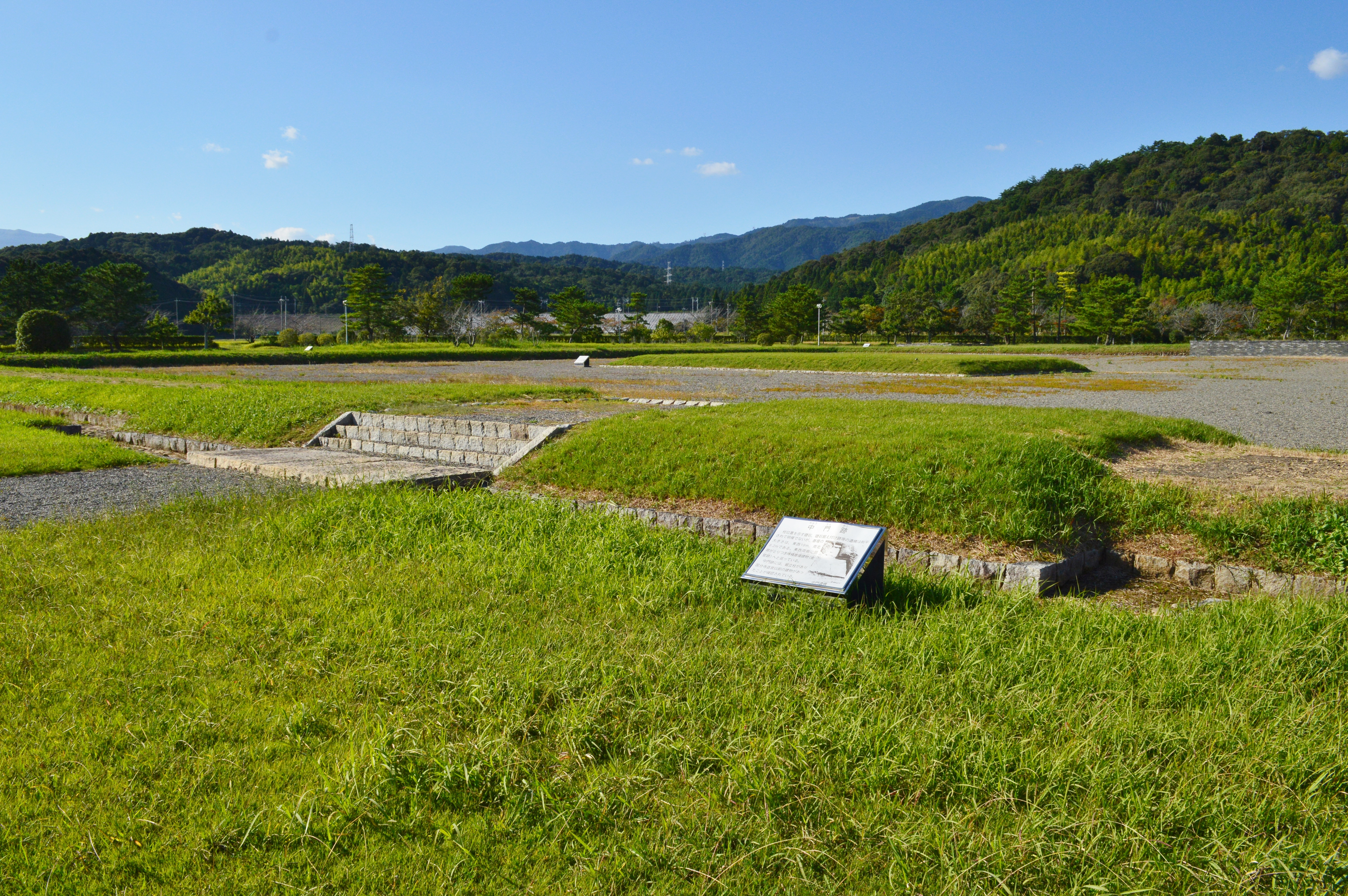
中門跡
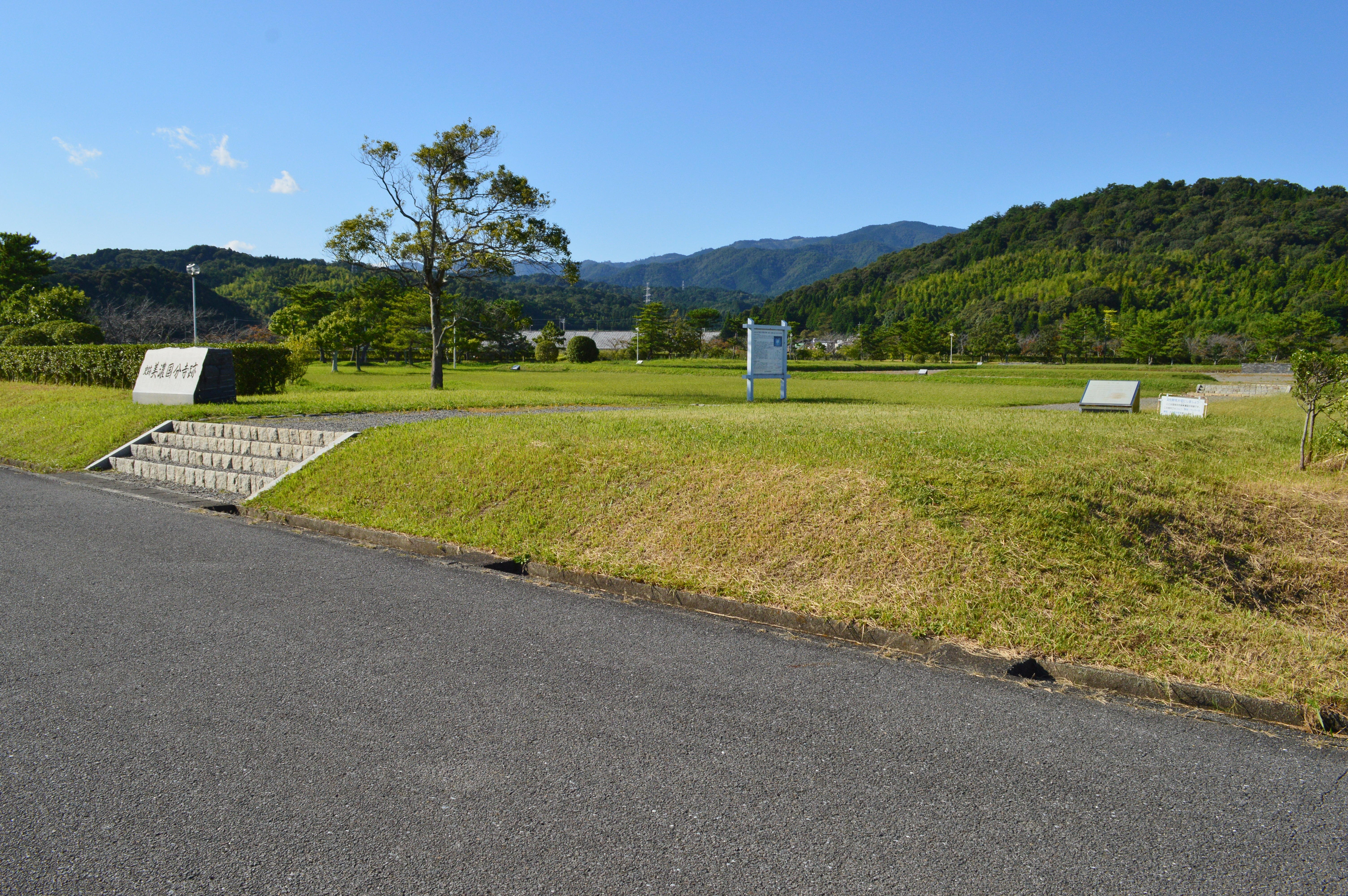
南門跡
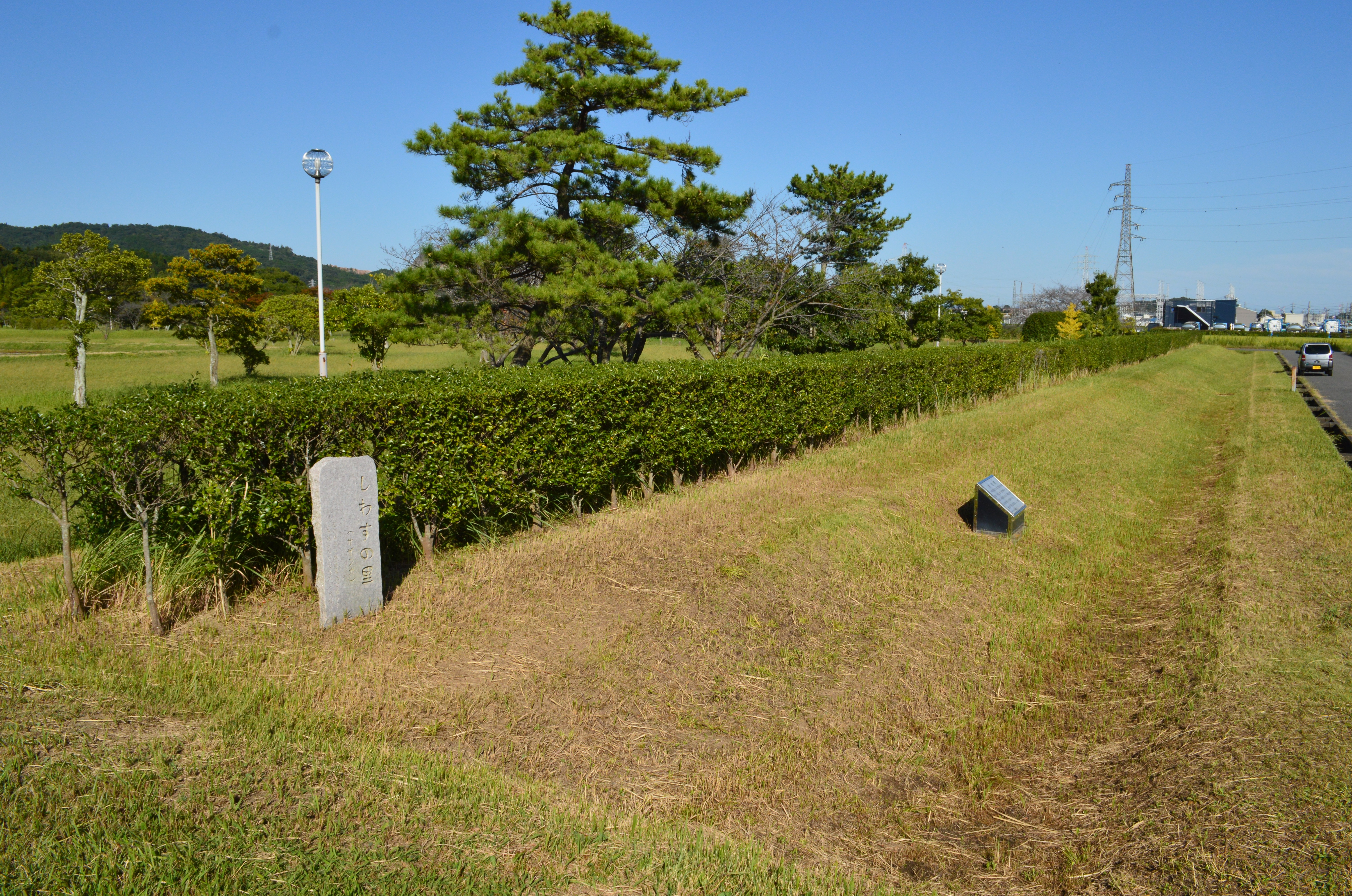
築地塀・大溝跡
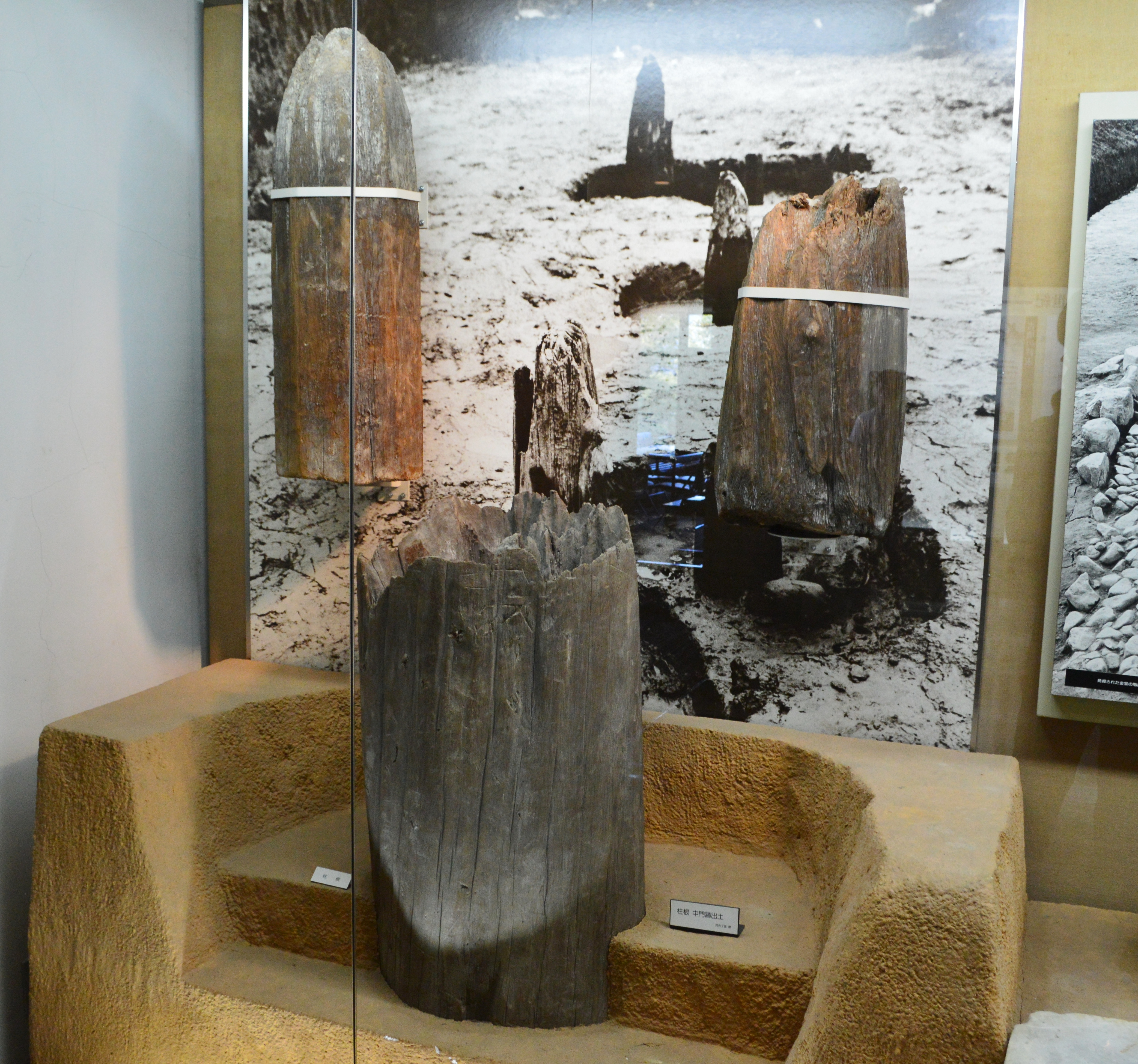
中門跡出土 柱根 大垣市歴史民俗資料館展示。
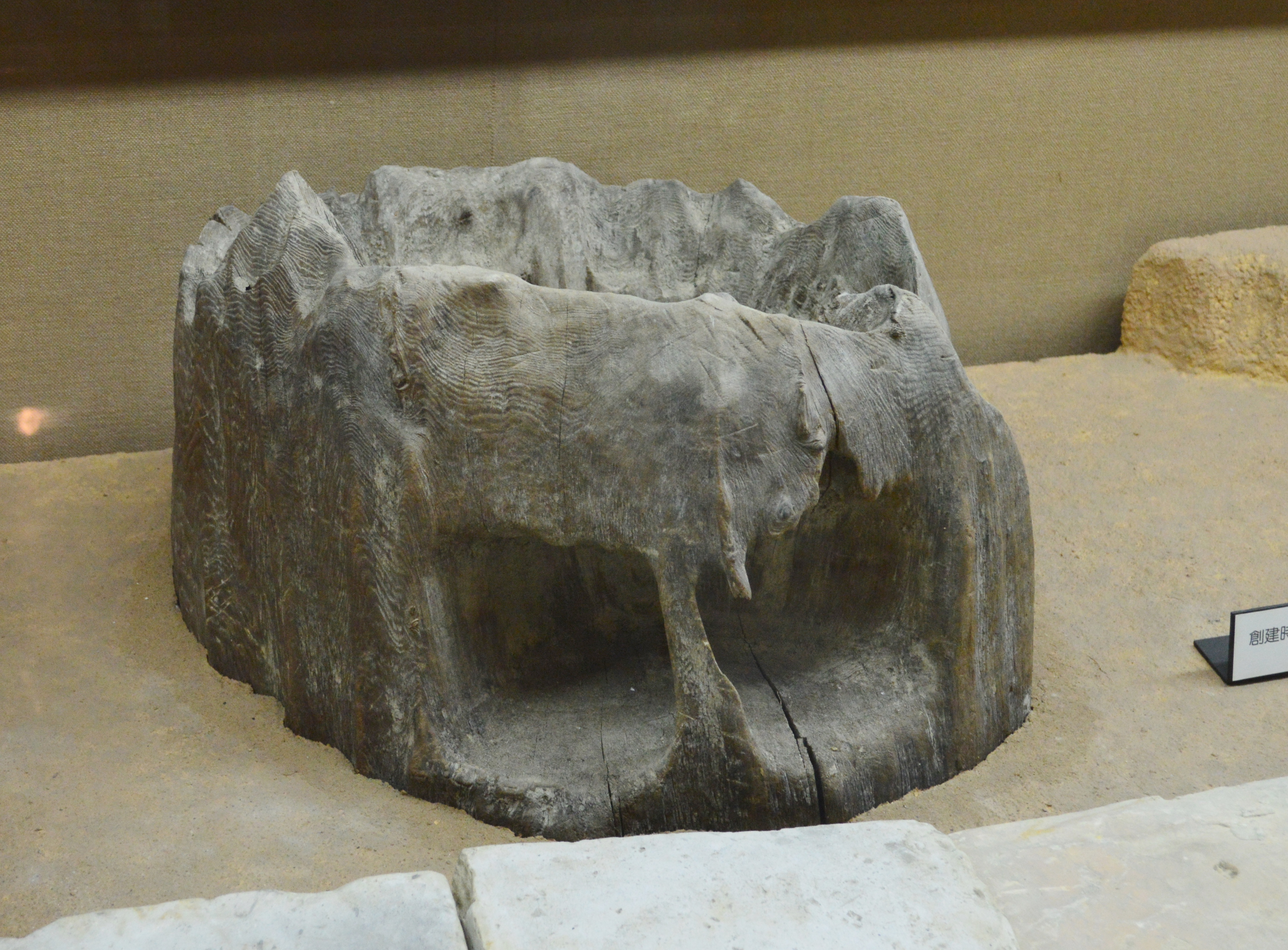
創建時 柱根 大垣市歴史民俗資料館展示。
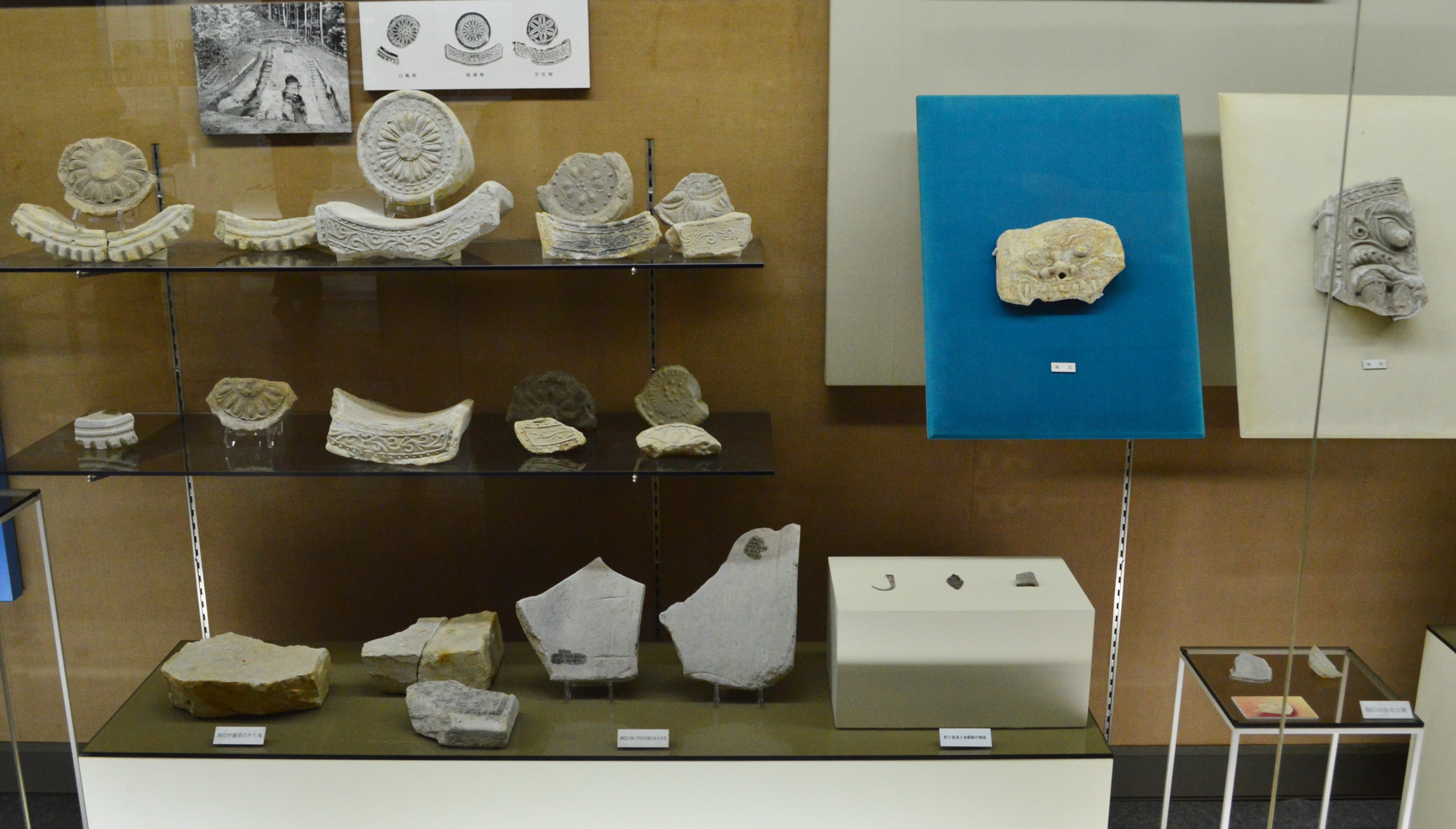
出土瓦 大垣市歴史民俗資料館展示。
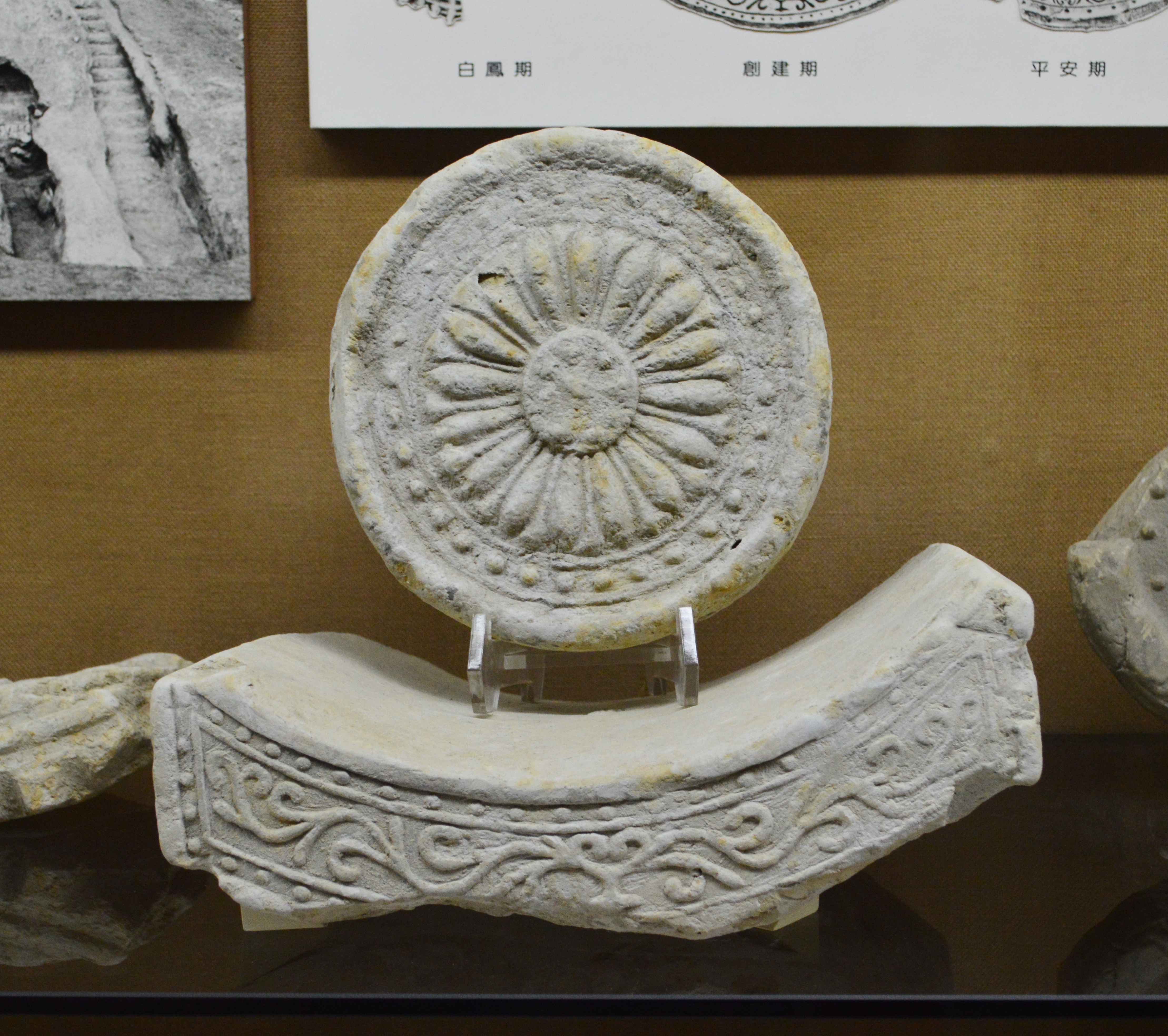
創建期瓦 大垣市歴史民俗資料館展示。
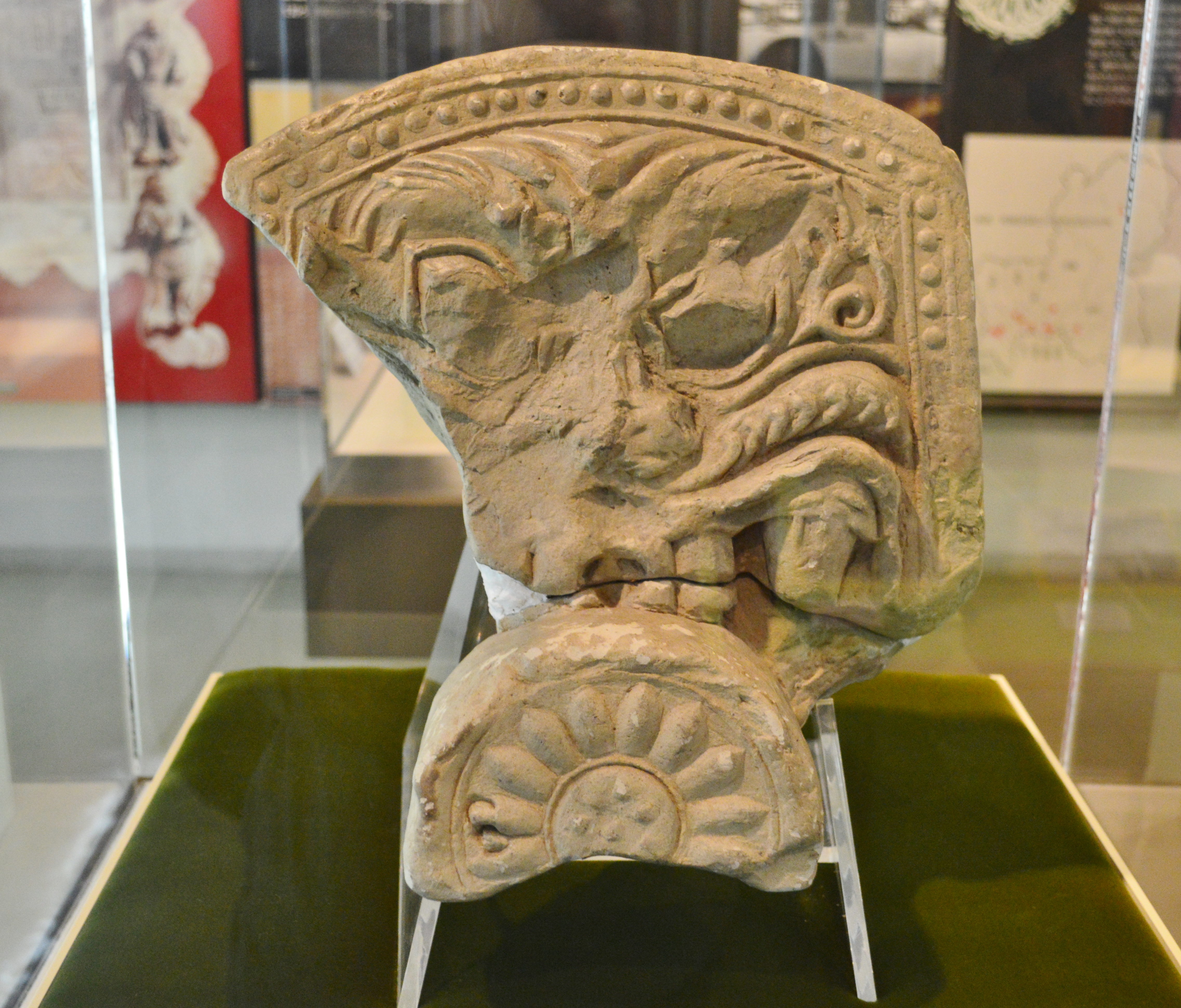
鬼瓦 大垣市歴史民俗資料館展示。
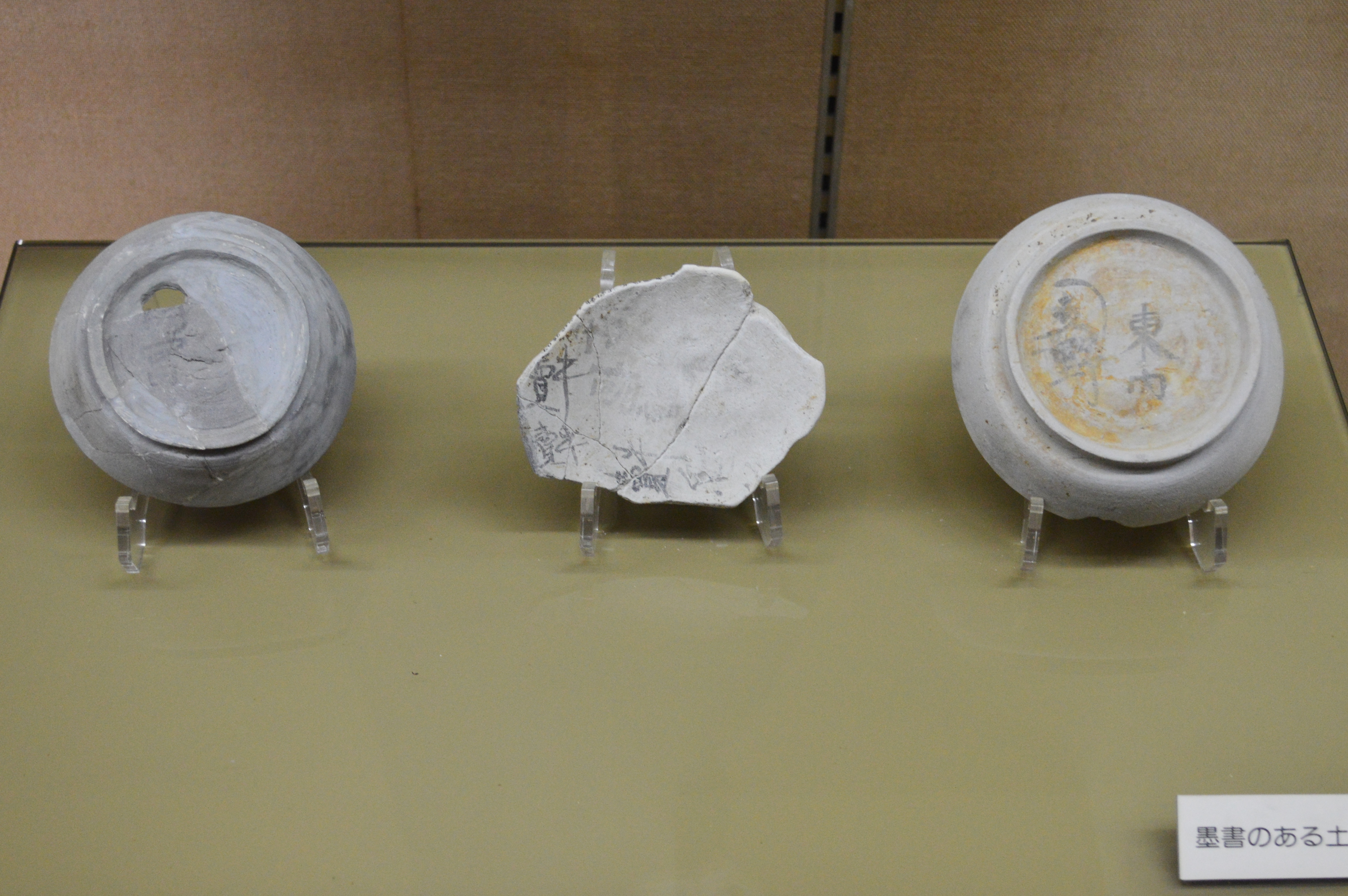
墨書銘土器 大垣市歴史民俗資料館展示。
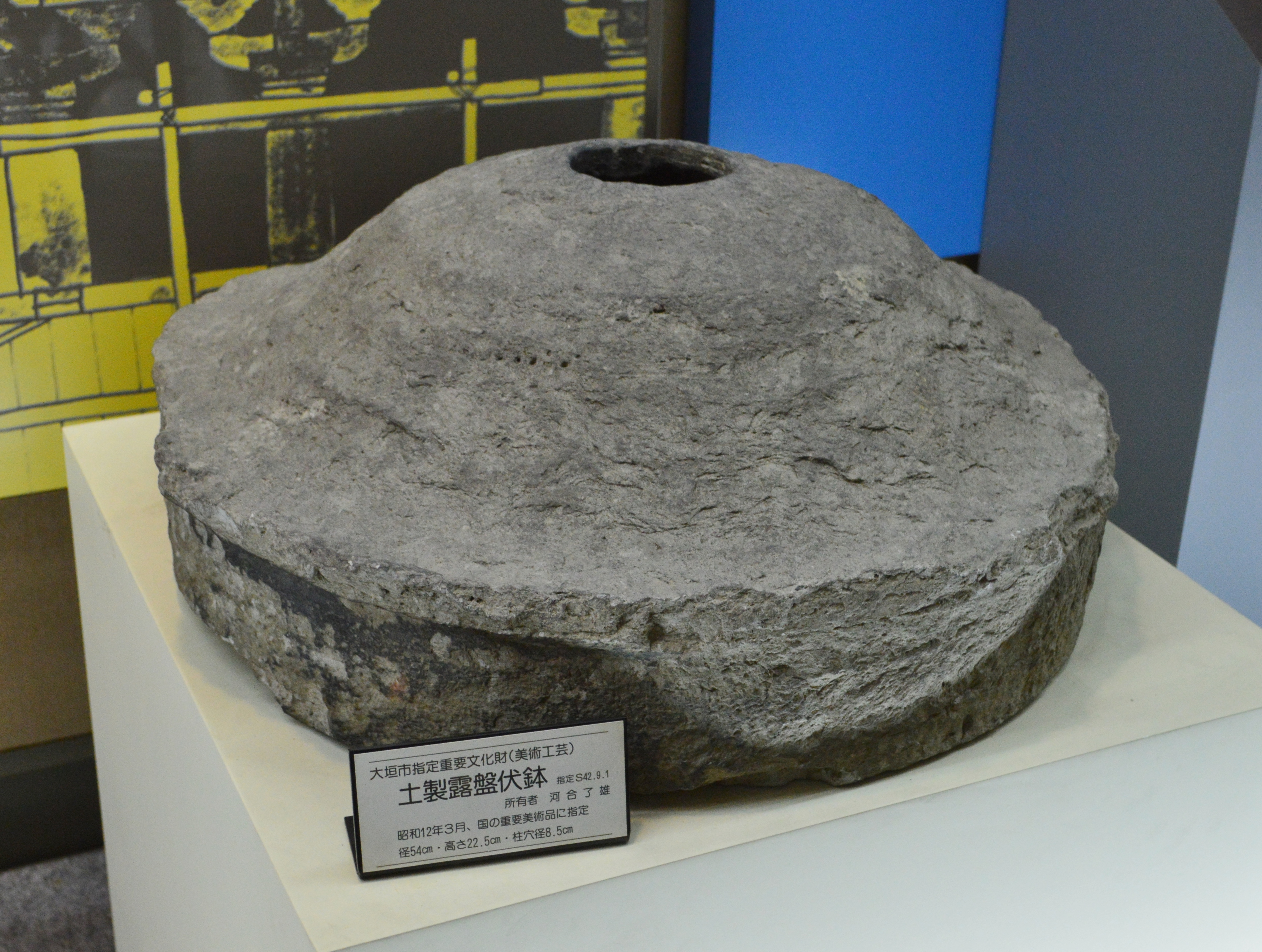
土製露盤伏鉢（大垣市指定文化財） 大垣市歴史民俗資料館展示。
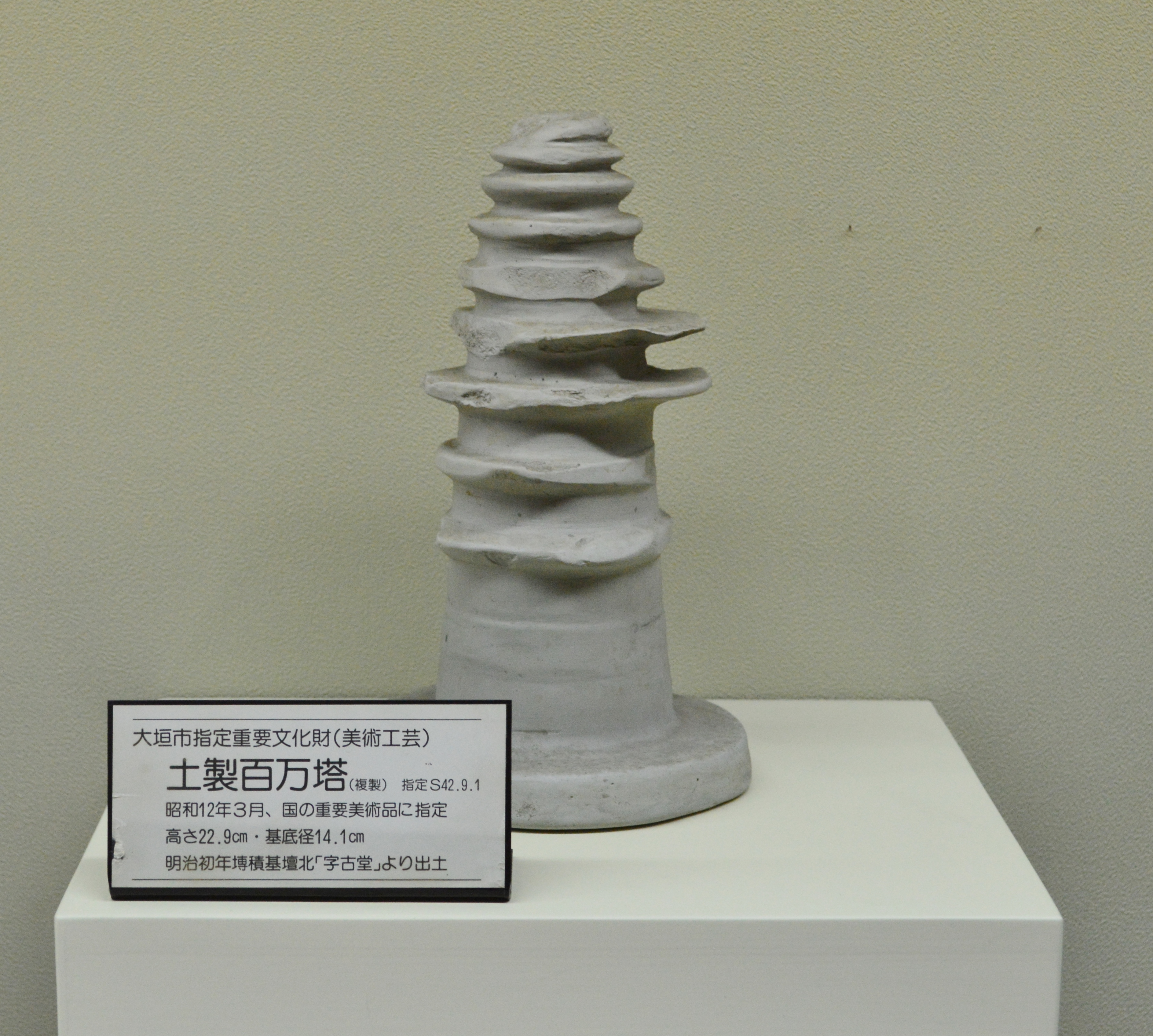
土製百万塔（複製） 原品は大垣市指定文化財。大垣市歴史民俗資料館展示。
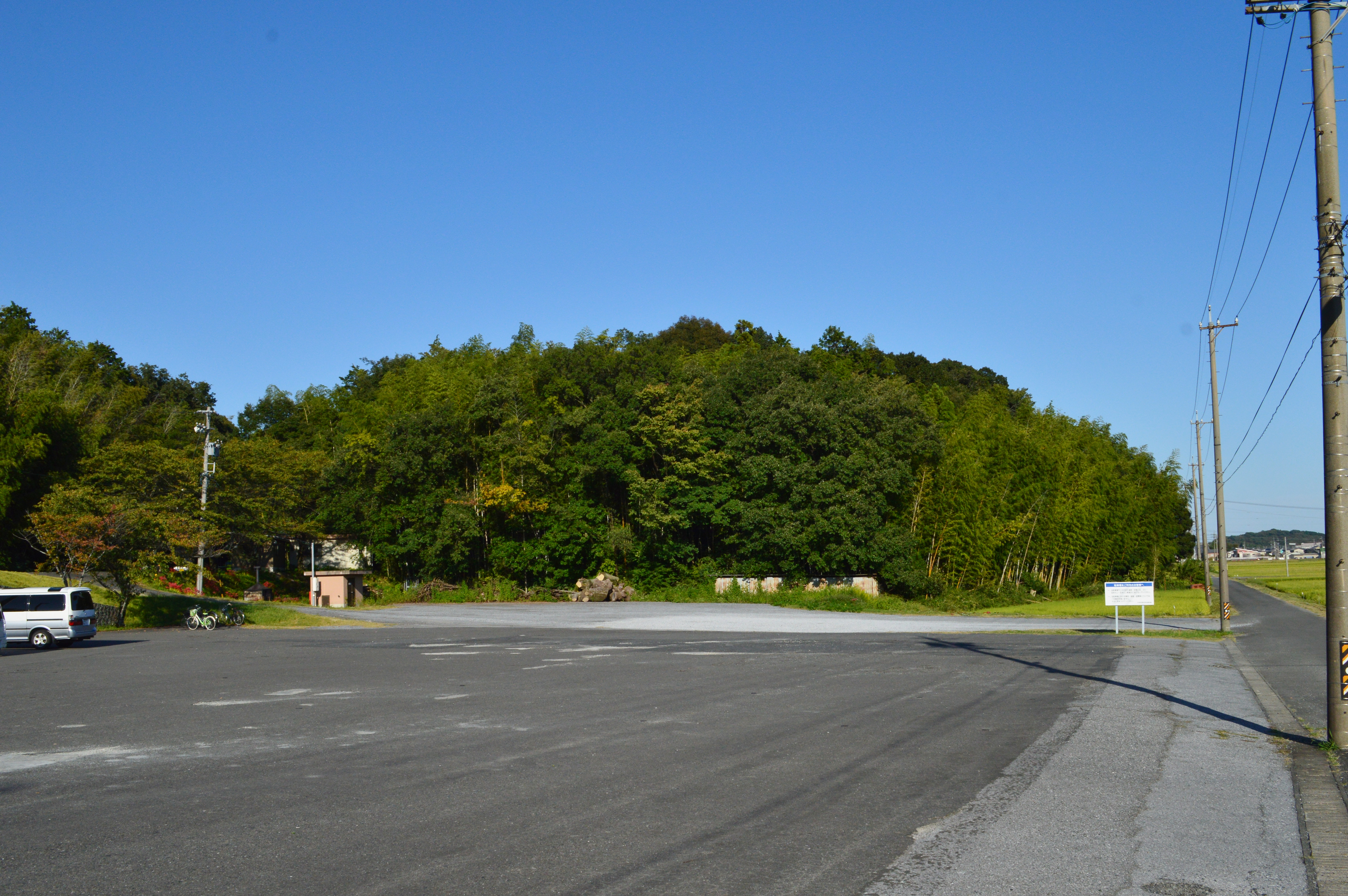
瓦窯跡 遠景

## 美濃国分尼寺跡

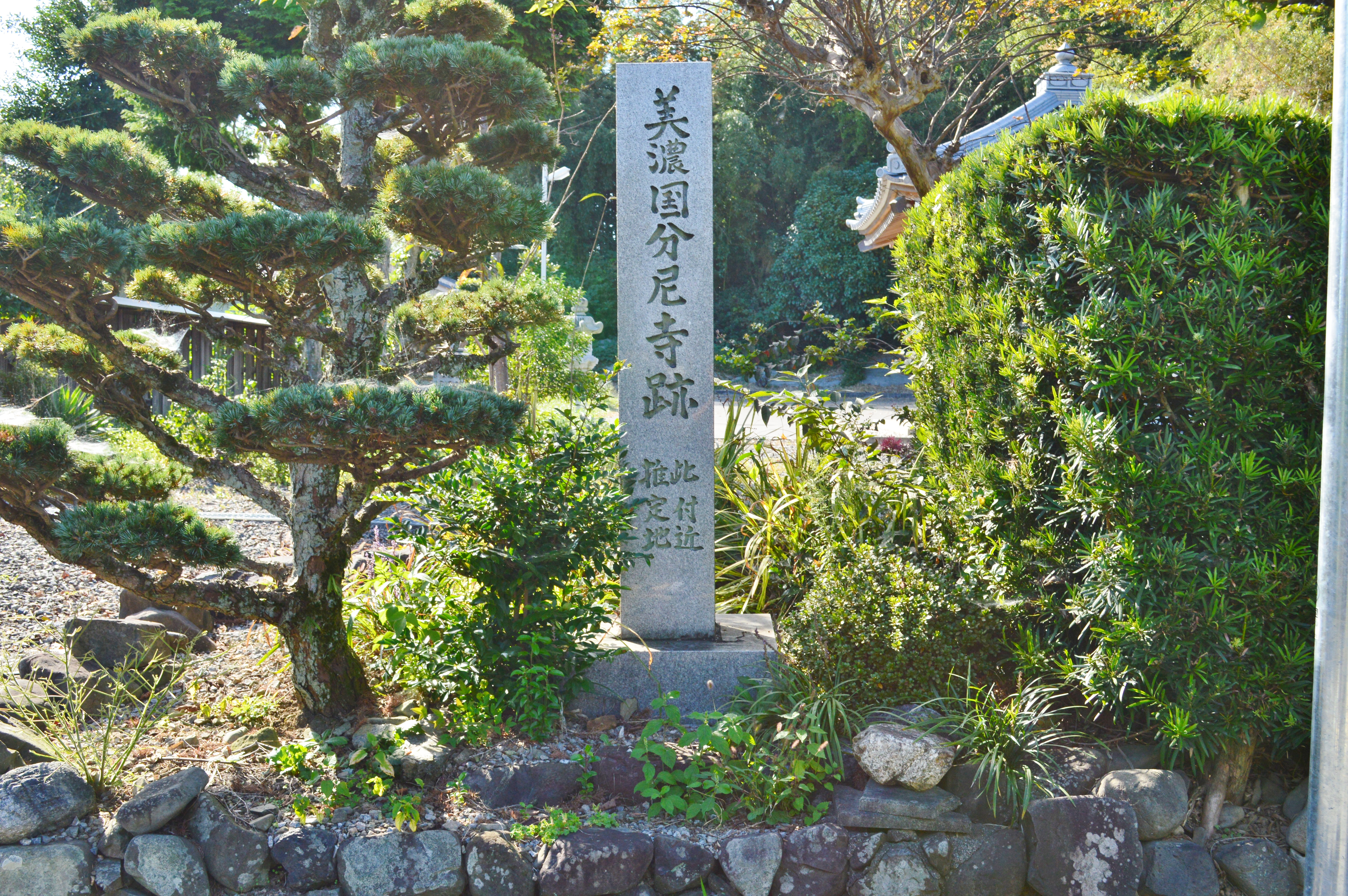
美濃国分尼寺跡推定地碑
（不破郡垂井町平尾）

尼寺跡は不破郡垂井町平尾の地に推定され、現在は石碑が建てられている（北緯35度22分55.19秒 東経136度32分26.33秒 / 北緯35.3819972度 東経136.5406472度）。同地は美濃国府跡と美濃国分寺跡の間に位置し、出土瓦には国分寺跡と同じ文様が認められている。2004年（平成16年）以降には発掘調査が実施されており、建物基壇が検出されている。

## 文化財

### 重要文化財（国指定）
- 木造薬師如来坐像（彫刻）
平安時代の作[5][13][14]。ケヤキ材の一木造による巨像で[14]、像高304.8センチメートル、膝張112.5センチメートル、膝高22.7センチメートルを測る[15]。寺伝では奈良時代の作とし、行基が自らケヤキの大木から彫って美濃国分寺の本尊としたという。実際の制作年代は11世紀頃と見られ、康尚の作とする説があるが[5]、部分的には江戸時代後期に補修されている[14]。1914年（大正3年）8月25日指定[13][15]。

### 国の史跡
- 美濃国分寺跡
1921年（大正10年）3月3日指定（金堂・塔周辺部）[2][7]。
1971年（昭和46年）7月22日、史跡範囲の追加指定（伽藍域大部分および瓦窯跡）[2][7]。
1974年（昭和49年）5月22日、史跡範囲の追加指定（合計：伽藍域54,219.95平方メートル、瓦窯跡4,237.03平方メートル）[2][7]。
2019年（令和元年）10月16日、史跡範囲の追加指定[9]。

### 大垣市指定文化財
- 有形文化財
  - 土製百万塔（考古資料） - 京都国立博物館保管。1967年（昭和42年）9月1日指定[16]。
  - 土製露盤伏鉢（考古資料） - 大垣市歴史民俗資料館保管。1967年（昭和42年）9月1日指定[16]。

## 現地情報
所在地
- ① 現国分寺：岐阜県大垣市青野町419
- ② 旧国分寺跡：岐阜県大垣市青野町（美濃国分寺跡歴史公園内）
- ③ 国分尼寺跡：岐阜県不破郡垂井町平尾（願證寺付近）

交通アクセス
- 垂井駅から
  - 徒歩：約40分 ①②
  - 徒歩：約25分 ③
  - 垂井町巡回バス（府中・東線）「平尾御坊」下車（下車後徒歩約2分）③
- 美濃赤坂駅から
  - 徒歩：約40分 ①②
  - 徒歩：約50分 ③
- 大垣駅から名阪近鉄バス（稲葉線）「稲葉団地」下車（下車後徒歩約20分）[17]①②

関連施設
- 大垣市歴史民俗資料館（大垣市青野町） - 美濃国分寺跡の出土品等を保管・展示。

周辺
- 昼飯大塚古墳 - 国の史跡。岐阜県で最大規模の古墳。
- 美濃国府跡 - 国の史跡。

## 関連文献
（記事執筆に使用していない関連文献）
- 美濃国分寺跡関連
  - 『史跡美濃国分寺跡環境整備事業報告 -発掘調査報告書-』大垣市教育委員会、1981年。
  - 『史跡美濃国分寺跡』大垣市教育委員会、2005年。
  - 『美濃国分寺跡 -国分寺遺跡（伽藍南面隣接地の調査）-（大垣市埋蔵文化財調査報告書 第15集）』大垣市教育委員会、2005年。
- 美濃国分尼寺跡関連
  - 『美濃国分尼寺跡発掘調査報告 -岐阜県不破郡垂井町平尾-』垂井町教育委員会、2010年。
  - 「わかってきた美濃国分尼寺」『垂井の文化財 第35集』垂井町文化財保護協会、2011年。